# محمد بن عبد الوهاب
مُحَمَّدُ بنُ عَبْدِ الوَهَّابِ ()، المُشَرَّفي، الوُهَيْبي، التَّمِيمي، الحنبلي، النَّجدي. وُلِد سنة 1115 هجريّة في قرية العُيَينة في مِنطقة اليمامة من إقليم نجد، وسط شِبْه الجزيرة العربيَّة. عالم مسلم سُنِّي يَعُدُّه أتباعه ومناصروه أحَد أبرز أئمَّة الإصلاح، ومُجدِّدي الدِّين الإسلامي في القرن الثَّاني عشر الهجري، فقد شرَع في دعوة المسلمين للعودة بالدِّين إلى ما كان عليه السَّلفُ الصَّالح في القرون الثلاثة الأولى المُفضَّلة، والتخلُّص مِمَّا عَدَّهُ بِدعًا وأفعالًا شِركيَّة انتشرت في أطراف الدَّولة العثمانيَّة حول ولاية الحِجاز وولاية اليمن والرُّبْع الخالي.
شرع محمد بن عبد الوهاب في طلب العلم بعد حفظ القرآن الكريم في سن العاشرة، فقرأ على والده عبد الوهاب بن سليمان بن علي وأخذ عنه الفقه على المذهب الحنبلي بسنده المتصل بأئمة المذهب إلى الإمام أحمد بن حنبل. ثم انتقل إلى المدينة، وسافر إلى البصرة فبدأ في تصنيف كتابه الأشهر «كتاب التوحيد الذي هو حق الله على العبيد»، ثم نزل الأحساء وجالس شيوخها، ومنها قصد حريملاء فدعا أهلها وأنهى فيها «كتاب التوحيد»، ولما كثُر إنكاره للأفعال التي رآها مُبتدعة وشركية، وقع بينه وبين أهل حريملاء نزاع واعتراض على دعوته وحاول بعضهم اغتياله ليلًا، فخرج منها إلى العيينة مسقط رأسه وتلقاه أميرها حينها بالقبول وسانده في مشروع دعوته، واشتهرت أخباره حتى بلغ أمره سُلَيمان بن محمَّد رئيس الأحساء وبني خالد آنذاك، فأرسل مرتين إلى عثمان كتابًا يتهدده فيه إن لم يقتل محمدَ بن عبد الوهاب أو يخرجه من بلده بأن يقطع خراجه عنده في الأحساء، فتمَّ له ذلك. فاختار محمد بن عبد الوهاب الانتقال إلى الدرعية، لتنامي قوة إمارتها في ذلك الوقت ولاستقلاليتها وعدم وجود سلطة خارجية عليها، فناصره الإمام محمد بن سعود، فتمَّت البيعة بينهما التي عُرفت فيما بعد بميثاق الدرعية.
يُشار إلى الدعوة التي بدأها ابن عبد الوهاب باسم «الوهَّابيَّة» وهو لقبٌ أطلقَه خُصومُه على دعوته، إذ إنَّه لم يكُن يُسَمِّي دعوته باسمٍ مُعيَّن، كما أنَّ العديد من أتباعِه حاليًّا يَعُدُّون هذا المُصطَلح مَهينًا ويفضِّلونَ أن يُعرفوا «بالسَّلفيَّة». بَيدَ أنَّ العديد من الباحثين يَعدُّون السَّلفيَّة مُصطلحًا يَنطبقُ على عِدَّة مدارسَ إسلامية في أجزاءَ مختلفةٍ من العالم، في حين تُشيرُ الوهَّابيَّة على وجه التَّحديد إلى المدرسة السَّلفية السُّعوديَّة، التي كانت أكثرَ التزامًا وصرامةً من سائر المدارس السَّلفيَّة. وبحسب أحمد موصللي، أستاذ العلوم السياسيَّة في الجامعة الأميركيَّة في بيروت: «كقاعدة عامَّة: كلُّ الوهَّابيِّين سَلفيِّون، ولكنْ ليس كلُّ السَّلفيِّين وهَّابيِّين». بينما يرى آخرون أنَّه باتَ من الصَّعب التَّمييز بين السَّلفيَّة والوهَّابيَّة بحُلولِ السَّبعينيَّات، وذلك بوصف الوهَّابيَّة إحدى السَّلفيَّات المُحدَثة وليست السَّلفية، وإشكاليَّة العَلاقة بين سلفيَّة أهلِ الأثر القُدامى وسلفيَّة ابن تيميَّة، وصولًا إلى السَّلفيَّة (الوهَّابيَّة) المُحدَثة.
تُوفِّي محمَّد بن عبد الوهَّاب يوم الاثنين من آخر شوَّال سنة 1206 هجري في الدِّرعيَّة وله من العُمر 92 سنة، بعد مرضٍ ألمَّ به في أوَّل الشَّهر نفسه.

## اسمه ونسبه
هو: مُحَمَّدُ بنُ عَبْدِ الوَهَّابِ، بنِ سُلَيْمانَ، بنِ عَلِيِّ، بنِ مُحَمَّدِ، بنِ أحمَدَ، بنِ رَاشِدِ، بنِ بُرَيْدِ، بنِ مُحَمَّدِ، بنِ بُرَيْدِ، بنِ مُشَرَّفِ، بنِ عُمَرَ، بنِ مِعْضادِ، بنِ رَيِّسِ، بنِ زاخِرِ، بنِ مُحَمَّدِ، بنِ عَلَوِيِّ، بنِ وُهَيْبِ، بنِ قاسِمِ، بنِ مُوسَى، بنِ مَسعُودِ، بنِ عُقبَةَ، بنِ سُنَيْعِ، بنِ نَهْشَلِ، بنِ شَدَّادِ، بنِ زُهَيرِ، بنِ شِهابِ، بنِ رَبِيعةَ، بنِ أبِي سَودِ، بنِ مالِكِ، بنِ حَنظَلَةَ، بنِ مالِكِ، بنِ زَيدِ مَناةَ، بنِ تَمِيمِ، بنِ مُرِّ، بنِ أُدِّ، بنِ طابِخةَ، بنِ إِليَاسَ، بنِ مُضَرَ، بنِ نِزارِ، بنِ مَعَدِّ، بنِ عَدنان.

## أسرته

### عائلته
يُنسَب لأُسرتهِ عددٌ من علماءِ الدِّين:
- جَدُّه، سُلَيمان بن عليّ. كان رئيسَ عُلماءِ نَجد ومُفتي البلاد النَّجديَّة، توَلَّى قضاء العُيَينة. وكان معاصرًا للشَّيخ منصور البُهوتيّ الحنبليّ.
- جَدَّته، فاطمة؛ بنت الشَّيخ أحمد بن محمَّد بن بسَّام.[16]
- والدهُ، عبد الوهاب. كان من علماء الدِّين وقاضيًا شرعيًّا لمنطقة العُيَيْنة ثم حُرَيمِلاء.

يعتبر كتاب عنوان المجد في تاريخ نجد أحد أهم الكتب التي أُلّفت في ذروة عصر الدولة السعودية الأولى، لمؤلفه عثمان بن بشر، الذي انتقل ودرس في الدرعية عند محمد بن عبد الوهاب.

- والدته، لم يَشتَهر اسمُها وإنَّما نَسبُها؛ وهي بنتُ محمَّد بن عزَّاز المُشَرَّفي الوُهَيبي التَّمِيميّ.[17]
- أعمامُهُ، إبراهيم وأحمد وهما من العلماءِ والكُتَّاب المشهورين.
- خالُه هو الفقيه سيف بن محمَّد بن عزَّاز. كان تلميذَ والده.
- أخوه، سليمان. عارض دعوته في البداية ثم تبعه.

تزوَّج محمد بن عبد الوهَّاب مرَّتين؛ إحداهما في أول شبابه ولم يُعرَف اسم زوجته ولا أُسرتها ولا من ولدت، والثانية في العُيَينة بعد وفاة والده وزوجته هي "الجوهرة بنتُ عبد الله بن مُعَمَّر" ابنة الأمير عبد الله بن محمَّد بن حَمَد بن مُعَمَّر وعمَّة أمير العُيَينة آنذاك عثمان بن حَمَد بن مُعَمَّر بعد أن دخلها قادمًا من حُرَيملاء. وله منها 6 أبناء: عليٌّ، وحسين، وعبد الله، وإبراهيم، وحسن، وعبد العزيز. والأخيرانِ تُوفِّيا في حياة والِدِهِما. ولم يُحصَر عددُ بناتِه، لكن عُرف منهنَّ 9 بنات، وهُنَّ: فاطمة، وسارة، وقَوِيَّتْ، وشايْعة (ضد خافية)، وهَيَا، ولطيفة، ومُنيرة، والجوهرة، ومُوضِي.

### ذريته
أقامت ذرّيَّة محمَّد بن عبد الوهَّاب في الرِّياض ومكَّة وبيشة وأبها والحريق، وحُملَ بعضُهم أسرى إلى مِصر، فحصل بذلك بعضُ الانتشارِ لدعوته فيها.
- آل الشيخ: ورثَ أولادُ محمَّد بن عبد الوهَّاب عن أبيهم الاشتغال بالدَّعوة والتَّعليم الدِّينيّ، وعُرفَ مِنهم عددٌ من علماءِ دينٍ، وأصبحَ بعض ذرّيَّته يُقال لهم آل الشَّيخ، ولا تزال لهم مناصبُ حكوميَّة دينيَّة وإداريَّة.[21][22]
- آل محمد: هم ذُرّيَّة محمَّد بن عليِّ بن محمَّد بن عبد الوهَّاب، أُجبرَ عليٌّ أبو محمَّد على الإقامةِ في مِصر، وبَقيَ ابنه محمَّد في نَجد ورُزق ذرّيَّة كثيرة يَنتسبون إليه.[23]

## رحلاته وطلبه للعلم

### قبل السفر
ظهرت على محمد بن عبد الوهاب علامات النجابة والفطنة في صِغَره؛ فقد حفظ القرآن الكريم قبل بلوغه العاشرة، وبلغ الاحتلام (سِنَّ الرُّشد) قبل إتمام الثانية عشرة من عُمره. قال أبوه: رأيته أهلاً للصلاة بالجماعة لمعرفته بالأحكام. وزوَّجه وهو ابنُ اثنتَي عشرة سنة بُعيد بلوغه، ثم أذن له بالحج -للمرة الأولى- فحجَّ وقصد المدينة المنورة وأقام فيها شهرين ثم رجَعَ بعد الزيارة. وَقتئذٍ شرع في طلب العلم، فقرأ على والده وأخذ عنه الفقه على المذهب الحنبلي بسنده المتصل بأئمة المذهب إلى الإمام أحمد بن حنبل.

### المدينة
دخل المدينة بعد إتمامه الحجَّ في مكة -للمرة الثانية-، والتقى العالمَ السلفي عبد الله بن إبراهيم بن سيف النجدي، فقرأ عليه وأجازه بكل ما حَواه ثبَتُ الشيخ عبد الباقي الحنبلي قراءةً ودرايةً من صحيح البخاري بسنده إلى مؤلفه، وصحيح مسلم بسنده إلى مؤلفه، وشُروحِهِما، وسنن الترمذي بسنده، وسنن أبي داود بسنده، وسنن ابن ماجه بسنده، وسنن النسائي بسنده، وسنن الدارمي ومؤلفاته بالسند. وقرأ عليه سلسلةَ العربية بسندها عن أبي الأسود عن علي بن أبي طالب، وكُتُبَ النووي كلَّها، وألفيَّة العراقي، والترغيب والترهيب للمُنذريّ، والخُلاصة لابن مالك (ألفية ابن مالك)، وسيرة ابن هشام وسائرَ كتبه، ومؤلفاتِ ابن حجر العسقلاني، وكتبَ القاضي عياض، وكتب القراءات، وكتاب الغُنيَة لعبد القادر الجِيلاني، وكتاب القاموس بالسند إلى مؤلفه، ومسند الإمام الشافعي، وموطأ مالك، ومسند الإمام الأعظم، ومسند الإمام أحمد، ومسند أبي داود الطيالسي ومعاجم الطبراني، وكتب السيوطي، وفِقهَ الحنابلة وأُصولَهُم. قال عنه محمد بن عبد الوهَّاب: «كنت عنده يومًا، فقال لي: تريد أن أريَك سلاحًا أعددته للمَجمَعة؟ قلت: نعم. فأدخلني منزلاً عنده فيه كتبٌ كثيرة. وقال: هذا الذي أعددنا لها». لكنَّ عبد الله توفي قبل أن يستعمل كتبه ويبدأ دعوته. ومضى الشيخ عبد الله إلى العلامة محمد حياة السِّندي المدني، فأخبره بتلميذه محمد بن عبد الوهَّاب، وعرَّفه به وبأهله، فاستفاد منه وأخذ عنه كتب الحديث إجازةً في جميعها وقراءةً في بعضها، وكَتَب كتاب الهَدي لابن القيم بيده، وكتب متن البخاري، ودرس النحو، وحفظ ألفية بن مالك. وذلك بعد أن عَلِم عنه استقامة عقيدته التي وافقت منهجه السلفيّ، إذ كان ابن عبد الوهاب واقفًا يومًا عند الحُجرة النبوية والناس يَدعُون ويستغيثون عند قبر رسول الله ﷺ، فسأل شيخه السِّندي عن ذلك، فقال: «إِنَّ هَٰؤُلاءِ مُتَبَّرٌ مَّا هُمْ فِيهِ وَباطِلٌ مَّا كانُوا يَعْمَلُونَ». كما التقى مدرّسَ الحديث علي أفندي بن صادق بن محمد بن إبراهيم الداغستاني وأجازه بكل ما حواه ثبَتُ الشيخ عبد الباقي الحنبلي قراءةً وتعلُّمًا وتعليمًا، ممَّا تقدم ذِكرُه في إجازة الشيخ عبدِ الله بن إبراهيم بن سيف النجدي للإمام محمد بن عبد الوهَّاب. وأخذ عن المحدِّث إسماعيل العَجلوني وغيرِهما من العلماء.

### البصرة
سافر إلى البصرة أكثر من مرَّةٍ، والتقى علماءها وأخذ عنهم العِلم. في سنة 1136 هـ دخل إلى قرية المَجموعة ولازم العالم محمد المَجموعي وآخرين، فتعلَّم الفقه والنحو وكَتَب الكثير من اللغة والحديث. ثم عرض على المَجموعي عقيدتَهُ وفِكرَهُ المتمثل في «إنكار التوسُّل والتبرُّك بالقبور وبالأولياء، والبدع بجميع أشكالها»، فاستحسن المَجموعي قوله ووافقه عليه. أنكر على العلماء والعامَّة في البصرة ما عدَّه أعمالًا بدعيَّة وشِركيَّة، وصَنَّف في تلك المرحلة «كتاب التوحيد»، ولمَّا زادت شدَّة إنكاره عليهم أخرجوه منها بعد أن آذَوهُ. وأثناء تَوجُّهِهِ إلى قرية الزُّبَير أدركه العطش الشديد وأشرف على الهلاك، لولا أن أنقذَه صاحبُ حمار مَكاري من أهل بلد الزُّبَير فسقاه وأوصله إلى القرية. ثم قصد الأحساء عائدًا إلى بلده.

### الأحساء
لمَّا وصل الأحساء نزل عند العلامة المحقّق عبد الله بن محمد بن عبد اللطيف الشافعي الأحسائي الذي طلب إليه أن يُحضِرَ الجزء الأول من فتح الباري، وبيَّن له ما غلِطَ فيه ابن حجر في مسألة الإيمان، وبيَّن أن الأشاعرة خالفوا ما صدَّر به البخاريُّ كتابه من الأحاديث والآثار، وأجازه من طريقين. وجالس عبد الله بن فيروز فوجد عنده الكثير من كُتبِ ابنِ القيم وشيخِه ابنِ تيمية، فدرَسها واستفاد منها. مضى ابن عبد الوهَّاب إثر ذلك في رحلات قصيرة؛ فرجع إلى البصرة، ثم خرج منها باتجاه مكة قاصدًا الحج، فأخذ عن طبقة كبار تلاميذ عبد الله بن سالم البَصري وتلاميذ تلاميذه، ولم يثبُت أنه أخذ عن البصري مباشرة. وبعد أن أتمَّ حَجَّه، انطلق نحو المدينة وهو ينوي الذهابَ إلى الشام بعد ذلك. بيدَ أنه تعرَّض للضَّرب وسرقة أمواله من سُرَّاق الحجيج في الطريق فانثنى عزمُه عن الذهاب للشام. وقيل في رواية أُخرى: إنه فقدَ ماله في أثناء توجُّههِ إلى قرية الزُّبَير، بعد طَردِهِ من البصرة. والمُشترك بين الروايتين أن الواقعة حصلت حين عَزمِهِ الذهابَ إلى الشام، فألغى ذلك، وهو مخالفٌ لما قِيل من أنه سافر إلى الشام كما ذكره خير الدين الزركلي في الأعلام، وإلى فارس وإيران وقُمَّ وأصفهان، كما ذكره بعضُ المستشرقين ونحوهم في مؤلفاتهم. فهذه الأخبار غيرُ صحيحة؛ لأن حفيده عبد الرحمن بن حسن آل الشيخ وابنه عبد اللطيف وابن بِشر نَصُّوا على أن محمد بن عبد الوهَّاب لم يتمكَّن من السفر إلى الشام.

### حُرَيمِلاء

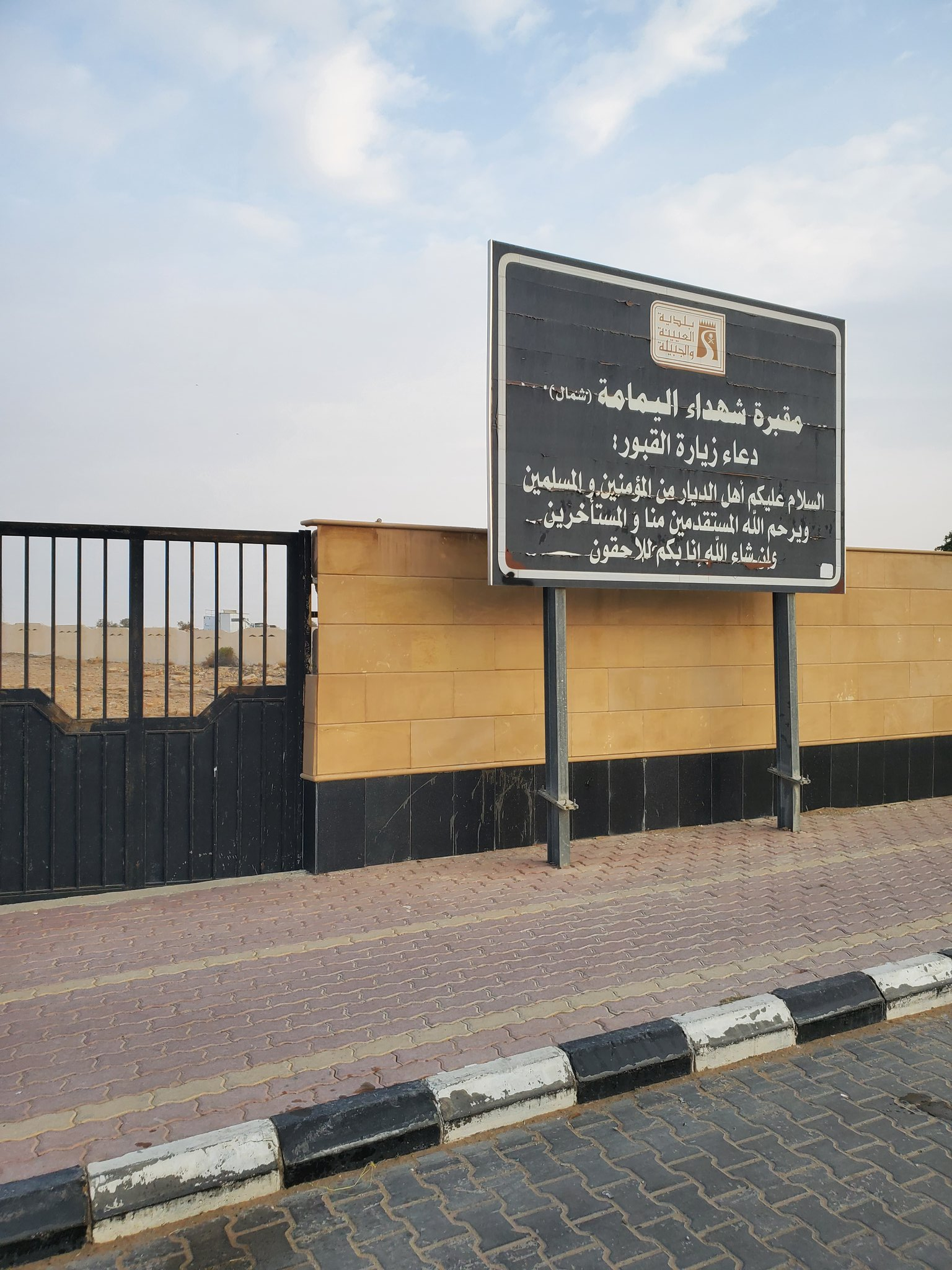
مقبرة شهداء اليمامة، يقع فيها قبر زيد بن الخطاب شقيق عمر بن الخطاب، حيث قام عثمان بن حمد ونحو 600 جندي بهدم القبة المحيطة بقبره والتي كانت مزارًا للناس حينها.

قصد بلدة حُرَيمِلاء التي انتقل إليها أبوه عبد الوهَّاب سنة 1139هـ، بعد أن عزله عن القضاء محمد بن حمد بن مُعَمَّر (الثاني) المُلقَّب بـ خرفاش، إثر توليه السلطة بعد وفاة والده عبد الله بن مُعَمَّر. حاول محمد بن عبد الوهَّاب الجهر بدعوته وعقيدته بين أهل حريملاء، ولما كثُر إنكاره للأفعال التي رآها مُبتدعة وشركية، وقع بينه وبين والده وأناس في البلد نزاع واعتراض على دعوته، حال دون مواصلته نشر دعوته لأربع سنوات، وضع فيها كتابَه «التوحيد»، الذي يُعَدُّ أشهرَ كُتبهِ، وتبعه على آرائه ودعوته خَلقٌ كثير. أمَّا من عارضه، فحاول فئةٌ منهم اغتياله ليلًا، قيل إنهم من العَبيد التابعين لإحدى القبيلتين اللتين ترأَسان حريملاء، عندما علموا أنه حرَّض الأمراء على عقوبتهم لقاء تعرُّضِهِم للناس بالسَّلب والنَّهب، ولمَّا تَسَوَّروا عليه الجدار تفطَّن لهم الناسُ فصاحوا بهِم فهربوا.

### العودة إلى العُيَينة
عاد ابن عبد الوهَّاب إلى العُيَينة سنة 1154هـ، بعد أن خَلَفَ عثمانُ بن حَمَد بن مُعمَّر أخاه محمدًا في الإمارة والحكم، وتزوَّج فيها الجوهرةَ بنت عبد الله بن مُعَمَّر عمَّة الأمير. تلقَّاه عثمان بالقَبول وأكرمه وسانده في مشروع دعوته، حتَّى إنه وافقه على هدم قُبَّة الصحابي زيد بن الخطَّاب، التي كانت مَزارًا لأهالي قرية الجُبَيلة القريبة، لِما ورد في الحديث النبوي في صحيح مسلم عن النهي أن يُجَصَّصَ القبر وأن يُقعَد أو يُبنى عليه.}} فسار معه عثمانُ ونحوُ 600 مُقاتل وهدموها دون قتال على الرغم من محاولة الأهالي الوقوفَ دون ذلك. وقطع أشجارًا كانت تُعظَّم وتُعلَّق عليها التمائم، وأمر برجم امرأة مُحصَنة زنَت واعترفت بذلك عنده.
كل ذلك أسهم في اشتهار أخباره في الآفاق حتى بلغ أمرُه سُلَيمان بن محمَّد رئيس الأحساء وبني خالد آنذاك، فأرسل مرَّتين إلى عثمان كتابًا يتهدَّدُه فيه إن لم يقتله أو يُخرجه من بلده بأن يقطع خَراجَه عنده في الأحساء، فتمَّ له ذلك. أمر عثمانُ فارسًا عنده اسمه الفُرَيد الظَّفيري اللَّامي ومعه خيَّالة منهم طوالة الحمراني؛ بإيصال محمد بن عبد الوهَّاب إلى حيثُ يريد، فاختار الانتقالَ إلى مدينة الدِّرْعِيَّة، لازدياد قوَّتها في ذلك الوقت، ولاستقلالها وعدم وجود سُلطة خارجية عليها.

## شيوخه
- عبد الوهاب بن سليمان بن علي (والده)، تلقى عنه الفقه على مذهب أحمد بن حنبل، وناظره في مسائل قرأها في الشرح الكبير والمغني والإنصاف؛ لما فيها من مخالفة ما في متن المنتهى والإقناع.[43]
- إبراهيم بن سليمان بن علي (عمه)، تلقى عنه الفقه وناظره مع والده.[43]
- عبد الله بن سيف الشمري، من فقهاء المدينة المنورة (تُوفي سنة 1140هـ). أجازه من طريقين؛ أولهما طريق ابن مفلح عن ابن تيمية انتهاءً بأحمد بن حنبل، وثانيهما طريق عبد الرحمن بن رجب عن ابن القيم إلى الإمام أحمد.[44]
- محمد بن حياة بن إبراهيم السندي، من كبار المحدثين في عصره (تُوفي آخر أربعاء من صفر سنة 1163هـ).
- محمد المجموعي البصري، أخذ عنه بالبصرة، وأقام عنده، وكان موافقًا له في دعوته وآرائه. أذن لأولاده أن يدرسوا مع ابن عبد الوهاب.[en 2]
- إسماعيل العجلوني الشامي، صاحب المصنف الشهير «كشف الخفاء ومزيل الإلباس عما اشتهر من الأحاديث على ألسنة الناس» (تُوفي سنة 1162هـ).
- عبد الله بن فيروز آل بسام (ابن عمة محمد بن عبد الوهاب)، المُلقب بـ «أبو محمد الكفيف» (تُوفي سنة 1175 هـ).
- عبد الله بن عبد اللطيف القاضي (تُوفي سنة 1181هـ).
- علي أفندي الداغستاني (تُوفي ليلة الخميس 13 ذو الحجة 1199هـ ودُفن بسفح جبل قاسيون).[45]

كما كان محمد بن عبد الوهاب متأثرًا بالإمام أحمد بن حنبل وبكُتُب ابن القيم وابن تيمية.

## تلاميذه

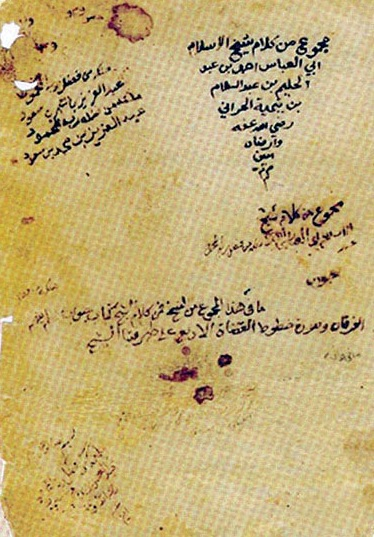
مخطوطة بقلم الإمام عبد العزيز بن محمد بن سعود، في أحد دروسه العلمية لدى الشيخ محمد بن عبد الوهاب.

أخذ عن محمد بن عبد الوهّاب كثير من أهل الدرعية والواردين عليها، وممن تتلمذ عليه:
- أبناؤه: حسين، عبد الله، علي (الثاني)، إبراهيم.[46]
- أحفاده: سليمان بن عبد الله وعبد الرحمن بن حسن.[47]
- الإمام عبد العزيز بن محمد بن سعود.
- الإمام سعود بن عبد العزيز بن محمد بن سعود.
- الشيخ سعيد بن حجي.[2]
- الشيخ حسين بن غنام.[48]
- الشيخ حسن بن عيدان.[48]
- الشيخ عبد العزيز بن عبد الله الحصين.[2][49]
- الشيخ ابن معمر.[2]
- الشيخ محمد بن عبد الله بن سويلم.[2]
- الشيخ عبد العزيز بن عبد الله بن سويلم.[50]
- الشيخ عبد العزيز، أبا حسين.[48]
- الشيخ عبد الرحمن بن خميس.[50]
- الشيخ عبد الرحمن بن نامي.[50]
- الشيخ محمد بن سلطان العوسجي.[50]
- الشيخ عبد الرحمن بن عبد المحسن (أبا حسين).[50]
- الشيخ حمد بن راشد العريني.[50]

قال ابن بشر: «وأخذ عنه من القضاة ممن لا يحضرني الآن عَدُّه عدد كثير. وأخذ عنه ممن لم يَلِ القضا من الرؤساء والأعيان ومن دونهم الجم الغفير».

## الاستقرار في الدرعية

### ميثاق الدرعية
وصل إلى الدرعية في سنة 1158هـ، فنزل في اليوم الأول عند عبد الله بن عبد الرحمن بن سويلم، وفي اليوم الثاني عند ابن عمه وتلميذه أحمد بن سويلم. ثم التقى في بيت ابن سويلم ببعض علماء الدرعية وشاركهم دعوته، فوافقوه وأرادوا أن يشيروا على ابن سعود بنصرته، فهابوه. فأتوا إلى زوجته الأميرة موضي وأخيه ثنيان، وأخبروهما بمكان محمد بن عبد الوهاب ووصفوا ما يأمر به وينهى عنه، فاتبعا دعوته وقررا نصرته. وحينما دخل محمد بن سعود على زوجته؛ أخبرته بمكانه وقالت له: «هذا الرجل ساقه الله إليك وهو غنيمة فاغتنم ما خصك الله به»، فقبل قولها ثم دخل على أخيه ثنيان وأخيه مشاري فأشارا عليه بمساعدته ونصرته. فزاره الأمير مع أخويه في بيت بن سويلم، ورحَّب به وأبدى غاية الإكرام والتبجيل وأخبره أنه يمنعه بما يمنع به نساءه وأولاده. فعرض عليه ابن عبد الوهاب مشروع دعوته وما يرنو إليه، فوافقه ابن سعود على ذلك ووعده بالمساعدة والنصرة؛ بشرط أن لا يرجع عنه إذا حصل النصر والتمكين، وأن لا يمنعه من الخراج الذي ضربه على أهل الدرعية وقت الثمار. فتمَّت البيعة بينهما التي عُرفت فيما بعد بميثاق الدرعية. ومنذ ذلك اليوم انتقلت الدعوة إلى طور التنفيذ والجهاد. كان ابن عبد الوهاب مسؤولاً عن الشؤون الدينية، وابن سعود مسؤولاً عن القضايا السياسية والعسكرية. وهو ما شكَّلَ شبه تقاسمٍ للسُّلطة ظَلَّ قائمًا مدةً تُقارب 300 سنة بين آل سعود وآل الشيخ وأتباع ابن عبد الوهَّاب. وفَّر زخمًّا وضغطًا أيديولوجيًا للتوسع السعودي.

### انتشار دعوته

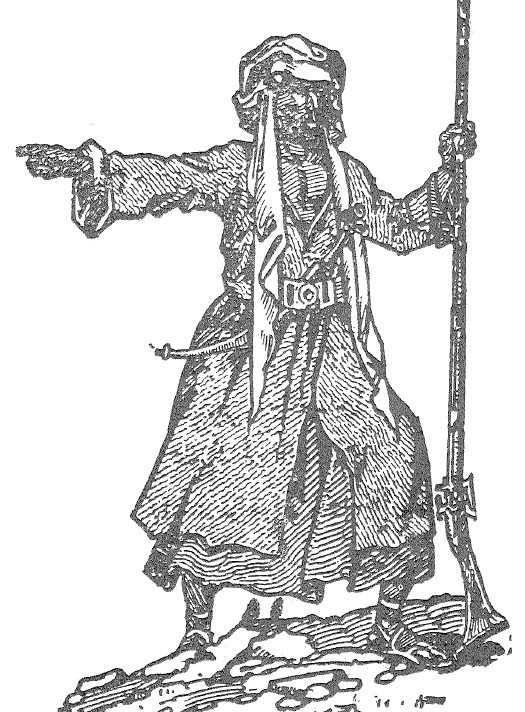
رسم تخيلي قديم لمقاتل من الدولة السعودية الأولى.

انتشر الخبر، وبدأ المهاجرون من أتباع محمد بن عبد الوهَّاب بالقدوم من العُيَينة وعدَّة بلدان، ممَّا جعل عثمان بن مُعَمَّر يندم على إخراجه من بلده، فركب إليه مع عدة رجال من سادة العيينة وأشرافها وسأله الرجوع، غير أن ابن عبد الوهاب فوَّض القرار إلى محمد بن سعود فأبى ذلك وأصرَّ على استبقائه، فرجع عثمان. وبدأ محمد بن عبد الوهاب في إقامة الدروس لأهل الدرعية، وكانت له المشورة في جُلّ الأمور. ثم همَّ بإرسال الرسائل إلى أمراء ورؤساء وقضاة البلدان المجاورة وإلى مُدَّعي العلم فيهم، يدعوهم فيها إلى الامتثال لدعوته الدينية وتوحيد صفوفهم القتالية والسياسية، فمنهم من وافقه وبايعه كعثمان بن مُعَمَّر وأهل حُرَيمِلاء ومنهم من أعرَض أو سخر؛ فأمر بجهادهم. فبدأت سلسلة معارك مُتصلة امتدَّت من سنة 1160هـ إلى سنوات بعد وفاة ابن عبد الوهاب. كان محمد بن عبد الوهاب يُشرف على تجهيز الجيوش وإرسال السرايا، وكانت الأوامر تصدر من عنده.

#### المؤيدون لدعوته (في عصرها الأول)
1. أبناؤه؛ عبد الله وحسين. ناصروا دعوته بالكتب المؤلفة والمشاركة في المعارك.
2. حمد بن ناصر بن مُعَمَّر، كان يرسله ابن عبد الوهَّاب لمناظرة علماء مكة، كما كتب رسائل في الدفاع عن الدعوة الوهَّابية.
3. عبد العزيز بن عبد الله الحصين الناصري. قاضي بلدان الوشم. بعثه عبد العزيز بن محمد آل سعود وزَوَّدهُ محمَّد بن عبد الوهَّاب برسالة إلى علماء مكة يوضّح لهم فيها طريق دعوته.
4. محمد بن علي بن غريب النجدي. كان يتولى الردّ والإجابة على شبهات علماء الأمصار التي تُوجَّه ضد الدعوة الوهَّابية.
5. أحمد بن عليّ بن دعيج الكثيري نسبًا، أصيل مرات. له قصائد وردود على مخالفي الدعوة الوهَّابية.
6. عبد الله بن عبد الرحمن، أبا بطين. له عدة مؤلفات وردود على منتقدي الدعوة الوهَّابية.[56]

#### المعارضون لدعوته (في عصرها الأول)
من علماء نجد:
1. محمد بن عبد الرحمن بن عفالق الأحسائي.
2. محمد بن عبد الله بن فيروز النجدي أصلًا ثم الأحسائي مولدًا ونشأة.
3. راشد بن محمد بن خنين العائذي الخرجي بلدًا، المالكي مذهبًا، من علماء الخرج.
4. سليمان بن عبد الوهَّاب، أخوه.
5. عبد الله بن داود الزبيري الحنبلي. له ردٌّ أسماه: «الصواعق والرعود في الرد على ابن سعود».
6. سليمان بن محمد بن سحيم العنزي نسبًا، أصيل المجمعة.
7. ناصر بن سليمان بن محمد بن سحيم النجدي أصلاً، ثم الزبيري.
8. عبد الله بن أحمد بن سحيم العنزي نسبًا.
9. صالح بن عبد الله الصائغ من أهل مدينة عنيزة، له قصيدة في الرد على الصنعاني الذي مدحَ ابن عبد الوهَّاب.

خريطة تبين جزءًا من الوضع السياسي في الجزيرة العربية قبل قيام الدولة السعودية الأولى.

10. محمد بن أحمد الوهيبي التميمي نسبًا، أصيل حريملاء. سافر إلى صنعاء وجعل أميرها ينقض مدحه لابن عبد الوهَّاب بقصيدة أخرى على وزنها.
11. عبد الله المويس، أحد قضاة بلدة حرمة، أصيل بلدة حريملاء.
من الأمراء المحاربين له:
1. دهام بن دواس الحنفي، أمير الرياض. استمرت حربه مع الدرعية سبعًا وعشرين سنة، إلى أن استسلم وفرّ من البلد.
2. زيد بن زامل بن عثمان الديلمي العائذي، أمير بلدان الخرج. أعلن عداءَه منذ بداية الدعوةِ، وخاض ضد الدرعية عدةَ معاركَ، وشارك في عدةِ أحلافٍ تشكَّلت ضِدَّها. تمكَّنت فرقة بقيادة سليمان بن عفيصان مِن قَتلِه لأمرٍ صادرٍ بذلك من عبد العزيز بن محمد.
3. سليمان بن محمد بن غرير الحميدي الخالدي. كان سببًا في إخراج محمد بن عبد الوهَّاب من العُيينة، بعد أن هدد حاكمها بقطع خراجه إن لم يقتله أو يُخرجه.
4. عثمان بن حمد بن عبد الله بن مُعَمَّر، أمير العُيينة الذي ناصره أول الأمر ثم تخلَّى عنه. بعد انتقال ابن عبد الوهَّاب إلى العُيينة صار عثمان يشنّ عليها الغارات.

## عقيدته
| محمد بن عبد الوهاب | أشهد الله، ومن حضرني من الملائكة، وأشهدكم، أني أعتقد ما اعتقدته الفرقة الناجية، أهل السنة والجماعة: من الإيمان بالله، وملائكته، وكتبه، ورسله، والبعث بعد الموت، والإيمان بالقدر خيره وشره، ومن الإيمان بالله: الإيمان بما وصف به نفسه في كتابه على لسان رسوله ﷺ، من غير تحريف ولا تعطيل؛ بل أعتقد أن الله سبحانه وتعالى ليس كمثله شيء، وهو السميع البصير. فلا أنفي عنه ما وصف به نفسه، ولا أحرف الكلم عن مواضعه، ولا ألحد في أسمائه وآياته، ولا أكيّف، ولا أمثّل صفاته تعالى بصفات خلقه، لأنه تعالى لا سميَّ له، ولا كفء له، ولا نِدّ له، ولا يقاس بخلقه. فإنه سبحانه أعلم بنفسه وبغيره، وأصدق قيلاً، وأحسن حديثاً؛ فنَزّه نفسه عما وصفه به المخالفون من أهل التكييف والتمثيل، وعما نفاه عنه النافون من أهل التحريف والتعطيل، فقال: ﴿سُبْحَانَ رَبِّكَ رَبِّ الْعِزَّةِ عَمَّا يَصِفُونَ ۝١٨٠ وَسَلَامٌ عَلَى الْمُرْسَلِينَ ۝١٨١ وَالْحَمْدُ لِلَّهِ رَبِّ الْعَالَمِينَ ۝١٨٢﴾ [الصافات:180–182]. والفرقة الناجية وسط في باب أفعاله تعالى، بين القدرية والجبرية، وهم في باب وعيد الله بين المرجئة والوعيدية، وهم وسط في باب الإيمان والدين بين الحرورية والمعتزلة، وبين المرجئة والجهمية، وهم وسط في باب أصحاب رسول الله ﷺ بين الروافض والخوارج. وأعتقد أن القرآن كلام الله، منَزل غير مخلوق، منه بدأ وإليه يعود، وأنه تكلم به حقيقة، وأنزله على عبده ورسوله، وأمينه على وحيه وسفيره بينه وبين عباده: نبينا محمد ﷺ. وأومن بأن الله فعّال لما يريد، ولا يكون شيء إلا بإرادته، ولا يخرج شيء عن مشيئته، وليس شيء في العالم يخرج عن تقديره، ولا يصدر إلا عن تدبيره؛ ولا محيد لأحد عن القدر المحدود، ولا يتجاوز ما خط له في اللوح المسطور. وأعتقد الإيمان بكل ما أخبر به النبي ﷺ مما يكون بعد الموت: فأومن بفتنة القبر ونعيمه، وبإعادة الأرواح إلى الأجساد؛ فيقوم الناس لرب العالمين، حفاة عراة غرلاً، تدنو منهم الشمس، وتنصب الموازين وتوزن بها أعمال العباد،: ﴿فَمَنْ ثَقُلَتْ مَوَازِينُهُ فَأُولَئِكَ هُمُ الْمُفْلِحُونَ ۝١٠٢ وَمَنْ خَفَّتْ مَوَازِينُهُ فَأُولَئِكَ الَّذِينَ خَسِرُوا أَنْفُسَهُمْ فِي جَهَنَّمَ خَالِدُونَ ۝١٠٣﴾ [المؤمنون:102–103]، وتنشر الدواوين، فآخذٌ كتابه بيمينه، وآخذٌ كتابه بشماله. وأومن بحوض نبينا محمد ﷺ بعرصة القيامة، ماؤه أشد بياضاً من اللبن، وأحلى من العسل، آنيته عدد نجوم السماء، من شرب منه شربة لم يظمأ بعدها أبداً. وأومن بأن الصراط منصوب على شفير جهنم، يمر به الناس على قدر أعمالهم. وأومن بشفاعة النبي ﷺ، وأنه أول شافع وأول مشفع، ولا ينكر شفاعة النبي ﷺ إلا أهل البدع والضلال؛ ولكنها لا تكون إلا من بعد الإذن والرضى، كما قال تعالى: ﴿يَعْلَمُ مَا بَيْنَ أَيْدِيهِمْ وَمَا خَلْفَهُمْ وَلَا يَشْفَعُونَ إِلَّا لِمَنِ ارْتَضَى وَهُمْ مِنْ خَشْيَتِهِ مُشْفِقُونَ ۝٢٨﴾ [الأنبياء:28]، وقال تعالى: ﴿وَلَا يَشْفَعُونَ إِلَّا لِمَنِ ارْتَضَىٰ﴾ [الأنبياء:28]، وقال تعالى: ﴿مَن ذَا الَّذِي يَشْفَعُ عِندَهُ إِلَّا بِإِذْنِهِ﴾ [البقرة:255]، وقال تعالى: ﴿وَكَمْ مِنْ مَلَكٍ فِي السَّمَاوَاتِ لَا تُغْنِي شَفَاعَتُهُمْ شَيْئًا إِلَّا مِنْ بَعْدِ أَنْ يَأْذَنَ اللَّهُ لِمَنْ يَشَاءُ وَيَرْضَى ۝٢٦﴾ [النجم:26]؛ وهو لا يرضى إلا التوحيد، ولا يأذن إلا لأهله، وأما المشركون فليس لهم من الشفاعة نصيب، كما قال تعالى: ﴿فَمَا تَنْفَعُهُمْ شَفَاعَةُ الشَّافِعِينَ ۝٤٨﴾ [المدثر:48]. وأومن بأن الجنة والنار مخلوقتان، وأنهما اليوم موجودتان، وأنهما لا يفنيان، وأن المؤمنين يرون ربهم بأبصارهم يوم القيامة كما يرون القمر ليلة البدر، لا يضامون في رؤيته. وأومن بأن نبينا محمداً ﷺ خاتم النبيين والمرسلين، ولا يصح إيمان عبد حتى يؤمن برسالته ويشهد بنبوته، وأن أفضل أمته: أبو بكر الصديق، ثم عمر الفاروق، ثم عثمان ذو النورين، ثم علي المرتضى، ثم بقية العشرة، ثم أهل بدر، ثم أهل الشجرة أهل بيعة الرضوان، ثم سائر الصحابة رضي الله عنهم. وأتولى أصحاب رسول الله ﷺ وأذكر محاسنهم، وأترضى عنهم، وأستغفر لهم، وأكف عن مساويهم، وأسكت عما شجر بينهم، وأعتقد فضلهم عملاً بقوله تعالى: ﴿وَالَّذِينَ جَاءُوا مِنْ بَعْدِهِمْ يَقُولُونَ رَبَّنَا اغْفِرْ لَنَا وَلِإِخْوَانِنَا الَّذِينَ سَبَقُونَا بِالْإِيمَانِ وَلَا تَجْعَلْ فِي قُلُوبِنَا غِلًّا لِلَّذِينَ آمَنُوا رَبَّنَا إِنَّكَ رَءُوفٌ رَحِيمٌ ۝١٠﴾ [الحشر:10]، وأترضى عن أمهات المؤمنين المطهرات من كل سوء. وأقرّ بكرامات الأولياء وما لهم من المكاشفات، إلا أنهم لا يستحقون من حق الله تعالى شيئاً، ولا يُطلب منهم ما لا يقدر عليه إلا الله. ولا أشهد لأحد من المسلمين بجنة ولا نار، إلا من شهد له رسول الله ﷺ، ولكني أرجو للمحسن وأخاف على المسيء، ولا أكفّر أحداً من المسلمين بذنب، ولا أخرجه من دائرة الإسلام. وأرى الجهاد ماضياً مع كل إمام براً كان أو فاجراً، وصلاة الجماعة خلفهم جائزة، والجهاد ماض منذ بعث الله محمداً ﷺ إلى أن يقاتل آخر هذه الأمة الدجال، لا يبطله جور جائر ولا عدل عادل. وأرى وجوب السمع والطاعة لأئمة المسلمين، برهم وفاجرهم، ما لم يأمروا بمعصية الله. ومن ولي الخلافة واجتمع عليه الناس، ورضوا به، وغلبهم بسيفه حتى صار خليفة، وجبت طاعته، وحرم الخروج عليه. وأرى هجر أهل البدع ومباينتهم حتى يتوبوا، وأحكم عليهم بالظاهر وأكل سرائرهم إلى الله. وأعتقد أن كل محدثة في الدين بدعة. وأعتقد أن الإيمان: قول باللسان، وعمل بالأركان، واعتقاد بالجنان، يزيد بالطاعة وينقص بالمعصية؛ وهو بضع وسبعون شعبة، أعلاها: شهادة أن لا إله إلا الله، وأدناها: إماطة الأذى عن الطريق. وأرى وجوب الأمر بالمعروف والنهي عن المنكر على ما توجبه الشريعة المحمدية الطاهرة. فهذه عقيدة وجيزة، حررتها وأنا مشتغل البال، لتطلعوا على ما عندي. والله على ما نقول وكيل. اهـ | محمد بن عبد الوهاب |

## تأثير دعوته

### الحروب في عصره

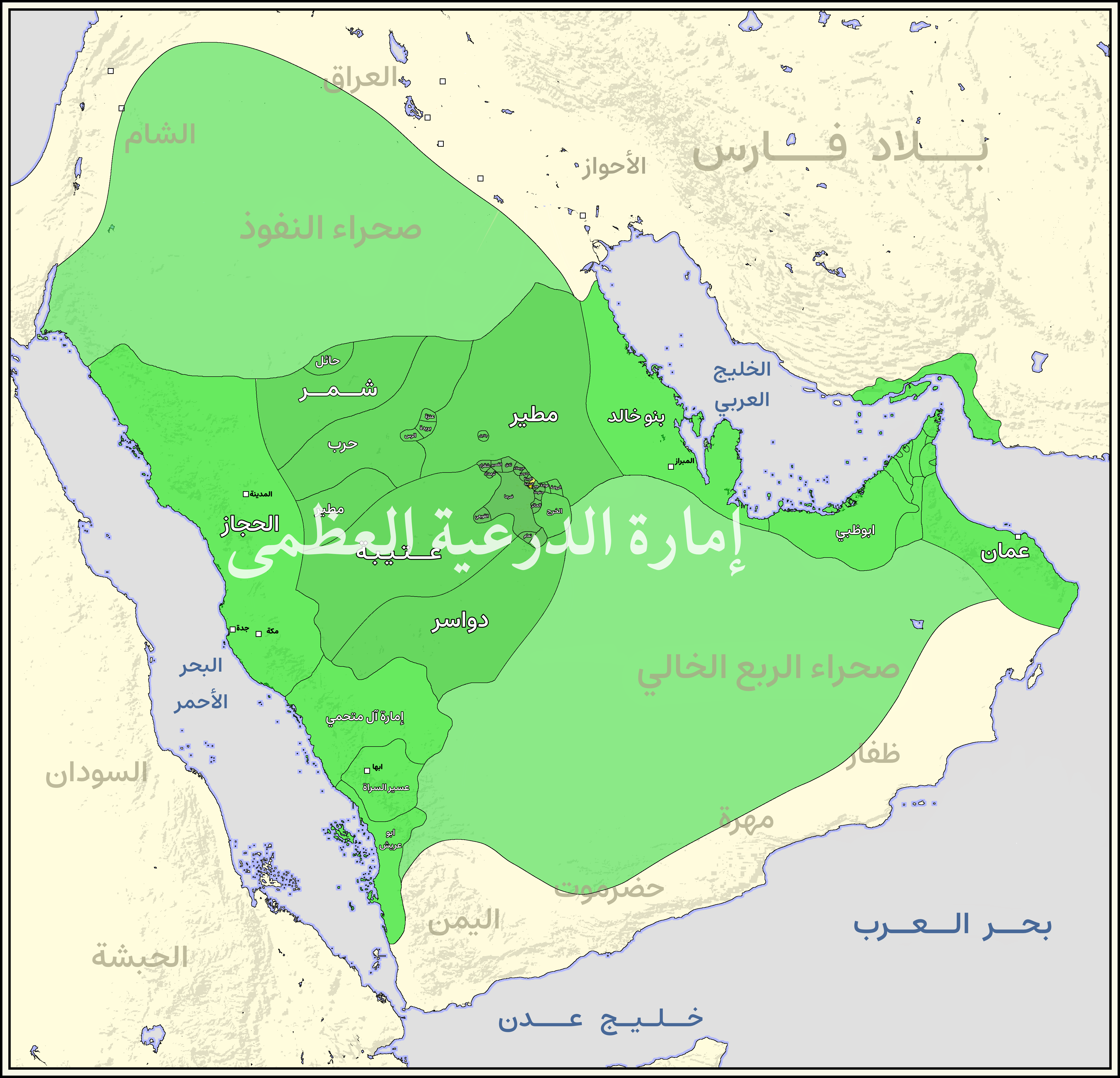
الدولة السعودية الأولى في ذروة اتساعها في عهد الإمام سعود الكبير.

استمرت الحروب بين أنصار دعوة محمد بن عبد الوهَّاب وأعدائها سنوات عِدَّة، سيطر فيها أنصاره بقيادة محمد بن سعود على عدة قرًى، فغيَّر هذا الأخير شكل الحكم من حكم دولة المدينة إلى حكم دولة، ونُشُوء الدولة السعودية الأولى في عام 1139هـ الموافق لـ 1727م. وفي سنة 1178هـ (ق. 1773م)، فُتحت الرياض بقيادة الأمير عبد العزيز بن محمَّد بن سعود، وفرَّ منها حاكمها السَّابق دهام بن دوَّاس. بعد وفاة ابن عبد الوهَّاب، واصل آل سعود نشر دعوته في الحجاز، وفي سنة 1218هـ الموافق لسنة 1803م خضعت لهم أرياف الحجاز الجنوبية. ثم سيطروا على مكة سنة 1805م من غير أن يتعرَّضوا لأيَّة مقاومةٍ. وعُيِّن الشَّريف غالب الذي خضع للدرعية قائماً على مكة. وبعد عامين ضمّ السعوديّون المدينة المنوَّرة التي بايعهم أهلها على السمع والطاعة، وامتد نفوذهم على معظم شبه الجزيرة العربية.
استطاع القواسم الذين قبلوا تعاليم الدعوة الوهَّابية، ومِنْ خلفهم القوَّة السُّعوديَّة مِنْ توجيه ضرباتٍ موجعةٍ لأسطول الإمبراطورية البريطانية في عام 1806م، وأصبحت مياه الخليج تحت سيطرتهم. بلغت الدَّولة في زمن سعود بن عبد العزيز الأوج من النَّاحية السِّياسيَّة، إِذ وصلت كربلاء في العراق، وإِلى حوران في بلاد الشَّام، وخضعت لها الجزيرة كاملةً باستثناء اليمن؛ حيث استمرت رُسل الإمام سعود بن عبد العزيز في الوفود إلى الإمام المنصور علي في صنعاء، ومن بعده إلى ولده الإمام المتوكل أحمد بمكاتيب إليهما بالدعوة إلى التوحيد، وهدمِ القبور المشيدة، والقِباب المرتفعة، ثم وقع الهدمُ للقباب والقبور المشيدة في صنعاء، وفي كثير من الأمكنة المجاورة لها، وفي جهة ذمار وما يتصل بها.
كان للتوسع السعودي في شبه الجزيرة العربية، مصدر تهديد للدولة العثمانية ومكانتها في العالم الإسلامي، وبخاصة بعد سيطرة السعوديين على الحرمَين الشريفَين. وحرصت الدولة العثمانية على استعادة تلك المكانة، والقضاء على الدولة السعودية، فنشبت حرب دامت ست سنوات و11 شهرًا ما بين سنتي 1226هـ-1233هـ الموافق لـ 1811م-1818م. انتهت بسقوط الدولة السعودية الأولى وتدمير عاصمتها الدرعية على يد قوات محمد علي باشا الوالي العثماني لمصر. تسبب انشغالُ جيش محمد علي بالحرب اليونانية لحظة فارقة مكنت لعودة آل سعود إلى الحكم مرة أخرى على يد تركي بن عبد الله بن محمد آل سعود الذي أنشأ الدولة السعودية الثانية.

### في العالم الإسلامي
تعدَّت دعوة محمد بن عبد الوهَّاب في انتشارها جزيرة العرب حتى اتسعت من سومطرة شرقا إلى نيجيريا غربا. وعجلت في ظهور العديد من الحركات الإصلاحية المُتأثرة ببعض مبادئ الدعوة الوهَّابية أو المناصرة لها في عدّة بُلدان: كظهور محمد إدريس السنوسي في ليبيا. وبروز حركة الفرائضية على يد أحمد بن عرفان البريلوي في الهند، الذي عاد من الحج سنة 1236هـ متأثرًا بابن عبد الوهَّاب، فسعى لنشر ما تعلَّمه في إقليم البنجاب، مما أدَّى إلى قتله لاحقًا في اشتباك وقع بينه وبين السيخ بمعاونة الإنجليز لهم عام 1246هـ. ولكن دعوته ظلت باقية من خلال أتباعه الذين تابعوا ما بدأه. ومنها أيضًا حركة عثمان دان فوديو من أفراد قبيلة الفلبي في غرب إفريقيا، الذي ذهب إلى مكة لأداء فريضة الحج فتأثر بالدعوة هناك حين كانت قوتها آخذة في النمو. فحارب الشرك والبدع في عشيرته وقومه وعمل للقضاء على الوثنية وعبادة الأموات التي كانت لا تزال مختلطة بالعقيدة الإسلامية في نفوس السودانيين هناك.

مجموعة نسخ من كتاب التوحيد الذي هو حق الله على العبيد تأليف محمد بن عبد الوهَّاب وزَّعه تنظيم الدولة الإسلامية (داعش) في مناطق سيطرته بمنطقة الباب من محافظة حلب سنة 2014.

أما في اليمن فظهر عدد من الشيوخ الدَّاعين إلى الامتثال والانقياد لتعاليم الدعوة الوهَّابية، وصار لهم أتباعٌ. ومن أبرزهم: محمد بن إسماعيل الصنعاني الذي مدحَ محمد بن عبد الوهَّاب بقصيدة شعرية بعثها له حين كان في الدِّرعية، ومحمد بن علي الشوكاني الذي دعا إلى التوحيد والاجتهاد ومحاربة البدع والتقليد الأعمى، وألف في ذلك رسالة أسماها القول المفيد في حكم التقليد.
ثم جاءت حركة جمال الدين الأفغاني ومحمد عبده في مصر، تلاها ظهور عدد من الجمعيات الإسلامية التي تأثرت بالدعوة الوهابية مثل: جمعية أنصار السنة المحمدية، ألّف رئيسها محمد حامد الفقي كتابًا عن أثر هذه الدعوة أسماه «أثر الدعوة الوهابية في الإصلاح الديني والعمراني في جزيرة العرب» وتُصدر هذه الجمعية الآن مجلة شهرية باسم التوحيد. وغيرهم الكثير من البُلدان الإسلامية.

### تأثر السلفية الجهادية به
رغم اختلاف الحركات الجهادية المُعاصرة المتمثلة في تنظيم القاعدة وتنظيم الدولة الإسلامية (داعش) وحركة طالبان، إلاَّ أنهم لا يختلفون في تبنِّي ومُناصرة عقيدة محمد بن عبد الوهَّاب وطريقته في نشر دعوته، إذ تهدف هذه التنظيمات إلى تطبيق الشريعة الإسلامية عبر الجهاد المسلح. قال برنارد هيكل مدير معهد الدراسات عبر الإقليمية للشرق الأوسط المعاصر وشمال إفريقيا وآسيا الوسطى بجامعة برينستون في تصريح لبي بي سي عربي: «بمجرد سقوط أي مدينة في قبضة الدولة السعودية كان محمد بن عبد الوهاب يعين فيها خطباء، يعلمون الناس منهجه في العقيدة. وكتب ابن عبد الوهاب عددًا من الكتب القصيرة التي أصبحت أساسًا لتعليم مذهبه - وهي الكتب ذاتها التي تستخدمها داعش اليوم. لكن تنظيم الدولة يرى أن الدولة السعودية انحرفت عن المعتقدات الصحيحة لمحمد بن عبد الوهاب، وأنهم هم الممثلون الحقيقيون للدعوة السلفية أو الوهابية».

## انتقادات وشبهات
أثيرت حول دعوة ابن عبد الوهاب شبهات وأقاويل وردود عديدة، ارتبطت بأهداف ومسلك دعوته، واعتبرها منتقدوه مخالفة للدين والسنّة. ومن أهم التُهم التي وُجهت له:

### شبهة التكفير والقتال
وافقه عدد من المخالفين له فيما دعا إليه من بيان التوحيد وتقريره، والنهي عن الشرك والتحذير منه، دون أن يوافقوه في مسألة التكفير والقتال.
- قال العالم الهندي محمد صديق خان (مُستندًا على كتب علماء مسيحيين) في كتابه «ترجمان الوهَّابية» (باللغة الأردية): «إن أهل الحديث لا يعترفون الفتنة والفساد والغدر والقتل وإراقة الدماء... فلا تقرأ عنهم في أي كتاب أنهم قاموا بالفساد والغدر، على العكس من ابن عبد الوهاب فإن كتب العلماء المسيحيين في تاريخ مصر وغيرها المطبوعة في بيروت وغيرها حافلة بأحوال إفساده.»[66][67]

ذكر محمد بن عبد الوهَّاب هذه الشُّبهة فقال في رسالته إلى محمد بن عيد: «قبل الكلام، اعلم أني عُرفت بأربع مسائل:
الأولى: بيان التوحيد، مع أنه لم يطرق آذان أكثر الناس.
الثانية: بيان الشرك، ولو كان في كلام من ينتسب إلى العلم أو عبادة، من دعوة غير الله، أو قصده بشيء من العبادة، ولو زعم أنهم يريدون أنهم شفعاء عند الله؛ مع أن أكثر الناس يظن أن هذا من أفضل القربات، كما ذكرتم عن العلماء أنهم يذكرون أنه قد وقع في زمانهم.
الثالثة: تكفير من بان له أن التوحيد هو دين الله ورسوله، ثم أبغضه ونفّر الناس عنه، وجاهد من صدق الرسول فيه، ومن عرف الشرك وأن رسول الله صلى الله عليه وسلم بُعث بإنكاره، وأقر بذلك ليلاً ونهاراً، ثم مدحه وحسّنه للناس، وزعم أن أهله لا يخطئون لأنهم السواد الأعظم.
وأما ما ذكر الأعداء عني: أني أكفّر بالظن، وبالموالاة، أو أكفّر الجاهل الذي لم تقم عليه الحجة، فهذا بهتان عظيم، يريدون به تنفير الناس عن دين الله ورسوله.
الرابعة: الأمر بقتال هؤلاء خاصة، حتى لا تكون فتنة ويكون الدين كله لله.
فلما اشتهر عني هؤلاء الأربع، صدقني من يدّعي أنه من العلماء في جميع البلدان في التوحيد وفي نفي الشرك، وردّوا على التكفير والقتال.»
ثم أجاب عنها قائلًا: «ولكنهم يجادلونكم اليوم بشبهة واحدة، فاصغوا لجوابها. وذلك أنهم يقولون: كل هذا حق. نشهد أنه دين الله ورسوله، إلا التكفير والقتال. والعجب ممن يخفى عليه جواب هذا! إذا أقروا أن هذا دين الله ورسوله، كيف لا يكفر من أنكره، وقتل من أمر به وحبسهم؟!...»

### نسبته إلى الخوارج
اعتبر عدة معارضين للدعوة الوهابية بأن المسلك الذي اعتمده ابن عبد الوهاب في دعوته يُعَدُّ من فعل الخوارج. رُغم نفيه وأتباعه الانتساب لهم وانتقادهم لهذه الطائفة.
- قال ابن عابدين الدمشقي الحنفي في كتابه الحاشية: «كما وقع في زماننا في أتباع عبد الوهاب الذين خرجوا من نجد وتغلبوا على الحرمين وكانوا ينتحلون مذهب الحنابلة، لكنهم اعتقدوا أنهم هم المسلمون وأن من خالف اعتقادهم مشركون، واستباحوا بذلك قتل أهل السنة وقتل علمائهم حتى كسر الله تعالى شوكتهم وخرب بلادهم وظفر بهم عساكر المسلمين عام ثلاث وثلاثين ومائتين وألف.»[71]
- قال أحمد الصاوي المالكي في كتابه حاشية الصاوي على تفسير الجلالين «عند تفسير سورة فاطر» ما نصُّه: «وقيل: نزلت هذه الآية في الخوارج الذين يحرفون تأويل الكتاب والسنة ويستحلون بذلك دماء المسلمين وأموالهم، كما هو مشاهد الآن في نظائرهم وهم فرقة بأرض الحجاز يقال لهم الوهابية.»[72]

قال ابن عبد الوهَّاب: «الذي نُكفِّر: الذي يشهد أنّ التوحيد دين الله ودين رسوله، وأنّ دعوة غير الله باطلة، ثم بعد هذا يُكفِّرُ أهلَ التوحيد، ويُسمِّيهم الخوارج..».

### الزعم بأنه يكفر بالعموم
- قال المرجع الشيعي محسن الأمين العاملي في كتابه كشف الارتياب في أتباع محمد بن عبد الوهاب: «والحاصل أن حكم الوهابين بكفر جميع المسلمين...»[74]

ردّ ابن عبد الوهَّاب عن هذه التهمة قائلاً: «إن قالَ قائلُهم: إنَّهم يكفرون بالعموم، فنقول: سبحانك هذا بهتانٌ عظيم..»

### اعتبار دعوته مذهبًا جديدًا
اعتبره مخالفون ومؤيدون له مُبتدعًا لمذهب جديد في الإسلام أو مذهب خامس. قال طه حسين في مجلة الهلال، العدد الخامس بتاريخ 1 مارس 1933م، في مقالة بعنوان «الحياة الأدبية في جزيرة العرب»: «ومن الغريب أن ظهور هذا المذهب الجديد في نجد قد أحاطت به ظروف تذكر بظهور الإسلام في الحجاز..»
مع أنه وأتباعه ليس لهم مذهب خاص بهم، فهم في العقيدة سلفيون، وفي الفروع على المذهب الحنبلي، وفي الانتساب لطائفة أهل السنة والجماعة. قال ابن عبد الوهَّاب: «فنحن - ولله الحمد - متبعون لا مبتدعون، على مذهب الإمام أحمد بن حنبل..».

## الآراء والمواقف حوله

### المؤيدون له

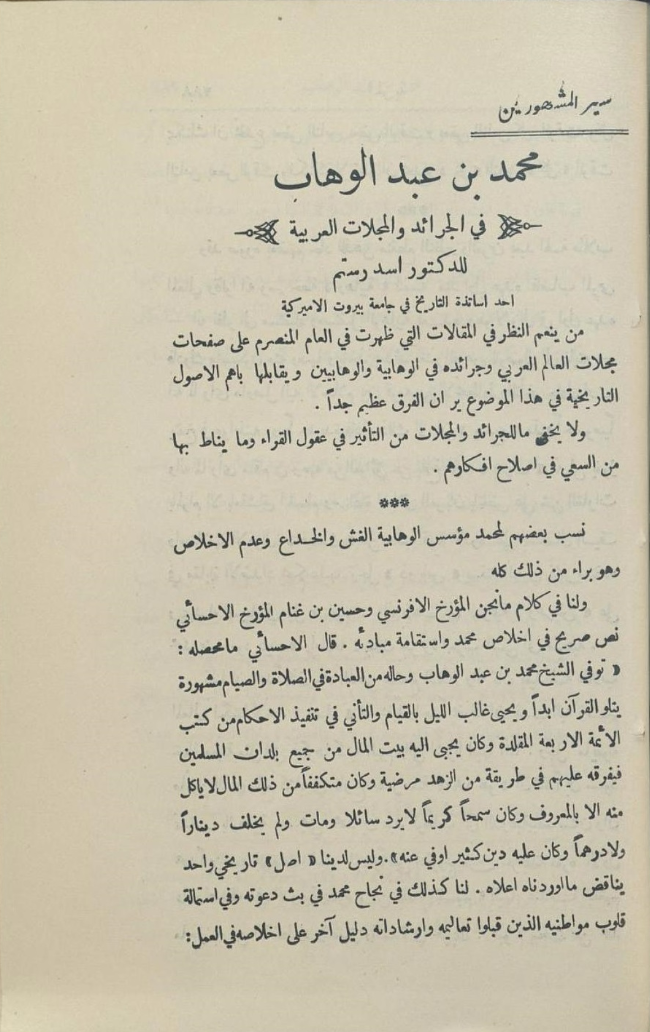
مقالة محمد بن عبد الوهاب في المجلات والجرائد العربية لأسد رستم، نشرت في مجلة الحرية العراقية سنة 1924.

- قال مؤرخ الكرسي الأنطاكي أسد رستم: «نَسبَ بعضهم لمحمد مؤسس الوهابية الغش والخداع وعدم الإخلاص وهو براء من ذلك. ولنا في كلام مانجن المؤرخ الافرنسي وحسين بن غنام المؤرخ الأحسائي نص صريح في إخلاص محمد واستقامة مبادئه... لنا كذلك في نجاح محمد في بث دعوته واستمالة قلوب مواطنيه الذين قبلوا تعاليمه وإرشاداته دليل آخر على إخلاصه في العمل: يمكنك أن تخدع بعض الناس بعض الوقت، وبعض الناس كل الوقت، وكل الناس بعض الوقت، ولكنك لا تقدر أن تخدع «كل» الناس «كل» الوقت».[78]
- قال الأديب المصري طه حسين في كتابه «ألوان»: «قلت إن هذا المذهب جديد وقديم معا، والواقع أنه جديد بالنسبة إلى المعاصرين ولكنه قديم في حقيقة الأمر، لأنه ليس إلا الدعوة القويمة إلى الإسلام الخالص النقي المطهر من كل شوائب الشرك والوثنية، هو الدعوة إلى الإسلام كما جاء به النبي خالصا لله وحده ملغيا كل واسطة بين الله والناس».[79]
- قال المُفكِّر المِصريّ محمَّد جلال كشك في كتابه «السُّعوديُّون والحلُّ الإسلاميّ»: «إذا كان محمد بن عبد الوهاب من ناحية العقيدة ليس بمبتدع، فهو من الناحية السياسية مجدّد ومبدع، لقد استطاع أن يوقف حركة التاريخ، ويلوي عنق الأحداث التي كانت تدفع العالم الإسلامي دفعًا إلى التغريب».[80]
- قال المفكر اللبناني شكيب أرسلان في «حاضر العالم الإسلامي»: «فالدعوة الوهابية إنما هي دعوة إصلاحية خالصة بحتة. غرضها إصلاح الخرق، ونسخ الشبهات، وإبطال الأوهام، ونقض التفاسير المختلفة والتعاليق المتضاربة التي وضعها أربابها في عصور الإسلام الوسطى، ودحض البدع وعبادة الأولياء، وعلى الجملة هي الرجوع إلى الإسلام والأخذ به على أوله وأصله، ولبابه وجوهره، أي إنما الاستمساك بالوحدانية التي أوحى الله بها إلى صاحب الرسالة، صافية ساذجة، والاهتداء والائتمام بالقرآن المنزل مجردًا وأما ما سوى ذلك فباطل وليس في شيء من الإسلام».[81]
- قال المُستشرق اليهودي إجناتس جولد تسيهر في كتابه «العقيدة والشريعة في الإسلام»: «وإذا أردنا البحث في علاقة الإسلام السني بالحركة الوهابية، نجد أنه مما يسترعي انتباهنا خاصة، من وجهة النظر الخاصة بالتاريخ الديني، الحقيقة التالية: يجب على من ينصب نفسه للحكم على الحوادث الإسلامية أن يعتبر الوهابيين أنصاراً للديانة الإسلامية على الصورة التي وضعها لها النبي والصحابة، فمراد الوهابيين وغايتهم إنما هي إعادة الإسلام الأول كما كان».[82]
- قال الرحَّالة والمُستشرق السويسري يوهان لودفيك بركهارت في كتابه «مواد لتاريخ الوهابيين»: «لم تكن مبادئ محمد بن عبد الوهاب مبادئ ديانة جديدة، بل كانت جهودًا موجهة فقط لإصلاح المفاسد التي تفشت بين المسلمين، ونشر العقيدة الصافية بين البدو الذين كانوا مسلمين اسمًا، لكنهم جهلاء بالدين وغير مبالين بكل فروضه التي أوجبها، وكما هي الحال بالنسبة لكل المصلحين لم يفهم محمد بن عبد الوهاب من قبل أصدقائه ولا من قبل أعدائه».[83]
- قال محمد بهجة البيطار في كتابه «حياة شيخ الإسلام ابن تيميّة»: «ليس للوهابية، ولا للإمام محمد بن عبد الوهاب مذهب خاص، ولكنه رحمه الله كان مجدّدًا لدعوة الإسلام، ومتبعًا لمذهب الإمام أحمد بن محمد بن حنبل».[84]
- قال العالم الجزائري محمد البشير الإبراهيمي: «إنَّهم موتورون لهذه الوهَّابيَّة التي هدمت أنصابهم، ومحت بدعهم فيما وقعَ تحتَ سلطانهم من أرضِ الله، وقَد ضجَّ مبتدعة الحجاز فضجَّ هؤلاء لضجيجهم والبدعة رحم ماسة، فليس ما نسمعهُ هنا من ترديد كلمة (وهابي) تُقذف في وجه كل داعٍ إلى الحقِّ إلاّ نواحاً مردَّداً على البدع التي ذهبت صرعى هذه الوهَّابيَّة».[85]
- قال صاحب تفسير المنار؛ محمد رشيد رضا في مجلة المنار: «كان الشيخ محمد بن عبد الوهاب -رحمه الله تعالى-، مجددًا للإسلام في بلاد نجد، بإرجاع أهله عن الشرك، والبدع التي فشت فيهم إلى التوحيد، والسنة».[86]
- قال الفقيه السعودي عبد اللطيف بن عبد الرحمن بن حسن آل الشيخ في إحدى رسائله: «وقد اختصكم الله - تعالى- من نعمة الإيمان والتوحيد بِخَالِصَةٍ، ومنَّ عليكم بمِنَّةٍ عظيمة صالحة من بين سائر الأمم وأصناف الناس في هذه الأزمان؛ فأتاح لكم من أحبار الأمة وعلمائها حَبْرًا جليلًا وعَلَمًا نبيلًا فقيهًا عارفًا بما كان عليه الصدر الأول، خبيرًا بما انْحَلَّ من عُرَى الإسلام وتحول. فتجرد إلى الدعوة إلى الله، وردِّ الناس إلى ما كان عليه سلفُهم الصالح».[87]
- قال الإمام عبد الله أبا بطين في إحدى رسائله: «فإذا تبين لك ذلك تبين ضلال كثير من أهل هذه الأزمنة، في زعمهم أن محمد بن عبد الوهاب -رحمه الله تعالى- وأتباعه خوارج، ومذهبهم مخالف لمذهب الخوارج، لأنهم يوالون جميع أصحاب رسول الله، -صلى الله عليه وسلم- ويعتقدون فضلهم على من بعدهم، ويوجبون اتّباعهم، ويدعون لهم، ويضللون من قدح فيهم، أو تنقص أحدًا منهم. ولا يكفرون بالذنوب، ولا يخرجون أصحابها من الإسلام، وإنما يكفرون من أشرك بالله، وحسن الشرك؛ والمشرك كافر بالكتاب والسنة والإجماع».[88]
- قال العلامة المُلاَّ عِمران بن رِضوان (المُتوفى سنة 1280 هجري) في قصيدته:[89]

### المعارضون له
- قال محمد بن سليمان الكردي في أحد رسائله: «يا ابن عبد الوهاب سلام على من اتبع الهدى فإني أنصحك لله أن تكفّ لسانك عن المسلمين فإن سمعت من شخص أنه يعتقد تأثير ذلك المستغاث به من دون الله تعالى فعرّفه الصواب، وأبن له الأدلة. على أنّه لا تأثير لغير الله. فان أبى فكفّره حينئذٍ بخصوصه، ولا سبيل لك إلى تكفير السواد الأعظم من المسلمين وأنت شاذّ عن السواد الأعظم. فنسبة الكفر إلى من شذّ عن السواد الأعظم أقرب لأنّه اتّبع غير سبيل المؤمنين».[90][91]
- قال مُطوّع[ط] ومفتي الرياض في منتصف القرن الثاني عشر هجري «سليمان بن محمد بن سحيم» في رسالته: «فقد خرج في قطرنا رجل مبتدع جاهل مُضِلٌّ جَرَت منه أمور فضيعة، وأحواله شنيعة فأحببنا نشر ذلك لعلماء المسلمين وحكامهم ليردُّوا بدعه وضلالاته وجهله وهفواته... فبَيّنوا رحمكم الله ذلك للعوام المساكين الذين لبَّس عليهم، وأبطل عليهم الاعتقاد الصحيح... فقد افتتن بسببه ناس كثير من أهل قُطرنا...».[92]
- قال أحمد زيني دحلان في كتابه «فتنة الوهَّابية»: «اعلم أن السلطان سليم الثالث حدث في مدة سلطنته فتن كثيرة منها فتنة الوهابية التي كانت في الحجاز حتى استولوا على الحرمين ومنعوا وصول الحج الشامي والمصري».[93]
- قال أنور شاه الكشميري في كتابه «فيض الباري على صحيح البخاري»: «أما محمد بن عبد الوهاب النَّجْدِي فإنه كان رجلًا بليدًا قليلَ العلمِ، فكان يتسارع إلى الحكم بالكفر ولا ينبغي أن يقتحم في هذا الوادي إلا من يكون متيقِّظًا متقِنًا عارفًا بوجوه الكفر وأسبابِهِ».[94]
- قال علوي بن أحمد بن حسن بن عبد الله بن علوي الحداد (توفي 1232هـ): «فنسرد ذلك الآن هنا بعضاً منها لتنظر أولاً هفواته عن حقيقة ويقين وخبرة فمن ذلك أنه يضمر دعوى النبوة وتظهر عليه قرائنها بلسان الحال لا بلسان المقال لئلا تنفر عنه الناس».[95]
- قال الشيخ اللبناني الأشعري «جيل صادق» في موقعه الرسمي: «احذروا من فرقةٍ ضالّةٍ اتَّخَذَتْ من التَّجسيم والتَّشبيه ديناً ومن الطَّعْنِ بالنَّبيِّ وبالصَّالحين سبيلاً ومن تكفير المسلمين بنسبتهم إلى الإشراك مذهباً. فَأعْرضَتْ عن طاعة الله ورسوله واتَّبَعَتْ غيرَ سبيل المؤمنين. إنَّها فِرْقَة ”الوَهَّـابِـيـَّة“ الذي أنشأ دعوتها منذ 250 سنة رجلٌ من نَجْد الحِجاز يُقال له محمَّد بن عبد الوهَّاب...».[وب 8]
- قال الفيلسوف والمرجع الشيعي كمال الحيدري في حديثه عن نظرية التجسيم: «... أن هذه الفكرة وأن هذا الفكر حاولت جهات معاصرة الآن وأنتم تعلمون جيداً، أن محمد بن عبد الوهاب وأتباع محمد عبد الوهاب الوهابية هذه الآن مشروعها الأساسي الديني والفكري والعقدي والسياسي بل والجهادي وعلى أساسه يقتلون الناس في الشوارع».[وب 9]
- قال المرجع الشيعي محسن الأمين العاملي في كتابه «كشف الارتياب في أتباع محمد بن عبد الوهاب»: «اعلم أن الوهابية ومؤسس دعوتهم محمد بن عبد الوهاب وباذر بذورها أحمد بن تيمية وتلميذه ابن القيم وأتباعهم ادعوا أنهم موحدون وأنهم باعتقادهم التي خالفوا بها جميع المسلمين حموا جناب التوحيد عن أن يتطرق إليه شيء من الشرك. وادعى الوهابيون أنهم هم الموحدون وغيرهم من جميع المسلمين مشركون كما سيأتي ولكن الحقيقة أن ابن تيمية وابن عبد الوهاب وأتباعهما قد أباحوا حمى التوحيد وهتكوا ستوره وخربوا حجابه ونسبوا إلى الله تعالى ما لا يليق بقدس جلاله تقدس وتعالى عما يقول الظالمون علواً كبيراً».[96]
- قال العالم الشيعي محمد جواد مغنية في كتابه «هذه هي الوهابية»: «والغريب أن من تتبع سيرة محمد عبد الوهاب، وقرأ كلماته لا يجد فيها أثراً لعمارة الأرض، ولا للسلم والرخاء، ولا لسد عوز المعوزين، ولا أية إشارة إلى العدالة الاجتماعية وتحسين الأوضاع والحياة، بل ترك ذلك كله، ولم يلتفت إليه، مع أنه كان يسمع ويرى الناس من حوله يعيشون في ضنك من العيش، وضيق في الحياة تتقطع عنهم أسباب الرزق إلا من شاة أو بعير، فإذا أجدبت السماء ماتوا جوعاً وعرياً، لقد تجاهل كل ذلك على رغم ما كان له من النفوذ والسلطان».[وب 10]
- قال العالم الأزهري الشافعي إبراهيم بن عثمان السمنودي في كتابه «سعادة الدارين في الرد على الفرقتين الوهابية ومقلدة الظاهرية» تحت بابٍ بعنوان «في سرد جملة أمور من قبائح الوهابي»: «من قبائح المذكور (أي: ابن عبد الوهاب) أنه كان يصرح في مجالسه وفي كل خطبة يخطبها للجمعة في مسجد الدرعية: بتكفير من يتوسل بالنبي ﷺ وكذا بغيره من الأنبياء والملائكة والأولياء».[97]
- قال الشاعر والفيلسوف العراقي جميل صدقي الزهاوي في كتابه «الفجر الصادق في الرد على منكري التوسل والكرامات والخوارق»: «وما زال ينخدع له في هذا الأمر حي بعد حي من أحياء العرب حتى عمت فتنته وكبرت شهرته واستفحل أمره فخافته البادية وكان يقول للناس ما أدعوكم إلا إلى التوحيد وترك الشك بالله تعالى في عبادته وكانوا يمشون خلفه حيثما مشى حتى اتسع له الملك».[98]

## مؤلفاته

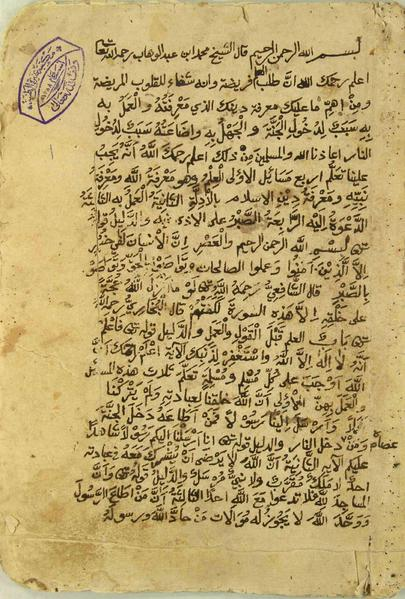
صفحة من كتاب الأصول الثلاثة لمحمد بن عبد الوهاب.

ما يُمكن ملاحظته في أعماله نُدرة ذكره للصوفيّين، فهو لم يستخدم مُصطلح الصوفية على الإطلاق. فبدلًا من استهداف الصوفية كظاهرة أو جماعة، أدان ابن عبد الوهاب ممارسات معينة يطبقونها اعتبرها آثمة ومحرَّمة.
مؤلفاته كثيرة، فقد ألَّف عددًا من الكتب والرسائل، منها:
- «كتاب التوحيد الذي هو حق الله على العبيد»، وهو من أول مؤلفاته، ذكر فيه حقيقة التوحيد وحدوده، والشرك ومفاسده. (مُتوفِّر في ويكي مصدر )
- «كتاب الكبائر»، ذكر فيه جملة كبيرة من الكبائر معتمدًا في ذلك على الكتاب (القرآن) والسنة وربما يذكر بعض أقوال السلف في ذلك. (مُتوفِّر في ويكي مصدر )
- «الأصول الثلاثة» الأصول التي تحدث عنها في الكتاب هي معرفة الله، ومعرفة دين الإسلام، ومعرفة الرسول. (مُتوفِّر في ويكي مصدر )
- «كتاب القواعد الأربع»، رسالة اشتملت على تقرير ومعرفة قواعد التوحيد، وقواعد الشرك، ومسألة الحكم على أهل الشرك، والشفاعة المنفية والشفاعة المثبتة. (مُتوفِّر في ويكي مصدر )
- «كتاب كشف الشبهات»، رسالة صنفها الشيخ ردًّا على شُبَه المعارضين. (مُتوفِّر في ويكي مصدر )
- «كتاب أصول الإيمان»، اقتصر فيه على ذكر الأحاديث الواردة في أصول الإيمان عند أهل السنة والجماعة. (مُتوفِّر في ويكي مصدر )
- «كتاب فضل الإسلام»، بيَّن فيه فضل الإسلام وفضل التوحيد الذي اشتركت فيه الأنبياء، وجعل تحته 13 بابًا أولها يحمل اسم الكتاب نفسه. (مُتوفِّر في ويكي مصدر )
- «كتاب مسائل الجاهلية»، جمعَ فيه المسائل التي خالف فيها الإسلام أهل الجاهلية. (مُتوفِّر في ويكي مصدر )
- «كتاب مختصر سيرة الرسول صلى الله عليه وسلم»، اختصار لكتاب السيرة النبوية لابن هشام. (مُتوفِّر في ويكي مصدر )
- «كتاب الهدي النبوي»، اختصار لكتاب زاد المعاد في هدي خير العباد لابن قيم الجوزية. (مُتوفِّر في ويكي مصدر )
- «كتاب نواقض الإسلام»، كتاب جمع فيه عشرة نواقض يكفُر المرء بفعلها.(مُتوفِّر في ويكي مصدر )
- «كتاب مختصر الإنصاف والشرح الكبير»؛ اختصار لكتاب الإنصاف في معرفة الراجح من الخلاف ولكتاب الشرح الكبير على المقنع.
- «كتاب شروط الصلاة وأركانها»؛ شرحت هذه الرسالة شروط الصلاة وهي: الإسلام، العقل، التمييز، رفع الحدث وإزالة النجاسة، ستر العورة واستقبال القبلة، النية، وذكرت أركان الصلاة وواجباتها.
- «كتاب نصيحة المسلمين»؛ تجميعية لأحاديث تتعلق بجميع نواحي التعليمات الإسلامية.
- كتاب تفسير الفاتحة»؛ تفسير موجز جداً لسورة الفاتحة.
- «كتاب تفسير الشهادة»؛ تفسير لشهادة «لا إله إلا الله»، مع ذكر أهمية التوحيد.
- «كتاب تفسير لبعض سور القرآن»؛ تعليقات على آيات وسور مختلفة من القرآن.
- «كتاب ستة مواضع من السيرة»؛ رسالة مختصرة توضح ستة أحداث من السيرة النبوية.
- «رسائل صغيرة أخرى» (بعضها في كتاب «روضة الأفكار» لابن غنام، المجلد الأول، الفصل الثالث والرابع).

جمعت جامعة الإمام محمد بن سعود الإسلامية بالمملكة العربية السعودية في عام 1396هـ الموافق لـ 1976م مؤلفاته وحققتها في 13 مجلدًا بعنوان «مؤلفات الشيخ الإمام محمد بن عبد الوهاب». كما وضع الدكتور أحمد الضبيب مؤلفًا بعنوان «آثار الشيخ محمد بن عبد الوهاب: سجل ببليوجرافي لما نُشِر من مؤلفاته ولبعض ما كُتِب عنه»، ذكر فيه جميع مؤلفاته ورسائله، ونُشر عام 1402هـ الموافق لـ 1982م.

## وفاته
بقي ابن عبد الوهاب بعد توقف تدخلاته في الشأن العام مستشارًا لعبد العزيز الذي كان يَتَّبعُ توصياته، ومع ذلك انسحب من أي أنشطة عسكرية وسياسية نشطة لإمارة الدرعية وكرس نفسه للمساعي التعليمية والوعظ والعبادة. وكان آخر نشاطه الرئيسي في شؤون الدولة عام 1202هـ عندما دعا الناس إلى بيعة سعود بن عبد العزيز وريثًا شرعيًا للحُكم.
توفي محمد بن عبد الوهاب في الدرعية في عام 1206هـ (ق. 1792م). قال ابن غنام: «كان ابتداء المرض به في شوال، ثم كان وفاته في يوم الاثنين من آخر الشهر.» وكذا قال عبد الرحمن بن قاسم، وكان بلغ من العمر نحو اثنين وتسعين عامًا، وتوفي ولم يخلف مالًا يُوزَّع بين ورثته. دُفنَ في الدرعية، وقبره قبر عادي كغيره من القبور هناك، قرب وادي حنيفة في مقبرة قريوة.
أصبح العديد من أبنائه رجال دين ذوي امتيازات، وعُرف أحفاده بآل الشيخ، وظلوا يشغلون مكانة خاصة في الدولة السعودية طوال تاريخها الذي لا يزال مستمرًّا. ازدهرت الإمارة أكثر من عقدين من الزمن بعد وفاة ابن عبد الوهاب؛ حتى هزيمة الدولة السعودية الأولى في الحرب العثمانية السعودية. قضى ابنُه عبد الله أيامه الأخيرة منفيًّا في القاهرة، بعد أن شهد تدمير الدرعية وإعدام ابنه سليمان بن عبد الله عام 1233هـ.

## صورته
انتشرت لمحمد بن عبد الوهاب بعض الصور المزعومة على الإنترنت، إلا أنّه لم تثبت له أي صورة حقيقيَّة، وذلك لأن أقدم صورة ضوئية باقية لآلة تصوير ترجع للعام 1826م أو 1827م على يد لويس داجير؛ وكان ذلك بعد وفاته بخمس وثلاثين سنة.

## الأمر بهدم منزله
ظل منزل محمد بن عبد الوهاب في بلدة حريملاء معروفًا عند أهلها في حي غيلان، وكان تصميمه وحاله كمثل البيوت المجاورة، ومساحته قرابة 275 متر مربع (2,960 قدم2). بادرت الإدارة العامة للآثار والمتاحف بترميم بيت محمد بن عبد الوهاب، وأُعلِنَ عن الخبر في جريدة الرياض في 21 شوال 1412هـ. ولمّا علمَ بذلك عبد العزيز بن باز مفتي السعودية، نشرَ بيانًا باسمه واسم اللجنة الدائمة للإفتاء يُحرّمُ فيه هذا الترميم ويأمر بهدم البيت سدًّا لذريعة اتخاذ المكان مزارًا للتبرّك والغلو في شخص محمد بن عبد الوهاب؛
«لا يجوز تعظيم آثار العلماء بما يفضي إلى الغلو فيهم والشرك بهم

الحمد لله، والصلاة والسلام على رسول الله، وعلى آله وأصحابه ومن اهتدى بهداه أما بعد.

فقد نشرت صحيفة الرياض في عددها الصادر في 21/ 10/ 1412 هـ مقالًا بقلم: س. د تحت عنوان: (ترميم بيت الشيخ محمد بن عبد الوهاب بحريملاء) وذكر أن الإدارة العامة للآثار والمتاحف أولت اهتمامًا بالغًا بمنزل مجدد الدعوة السلفية الشيخ: محمد بن عبد الوهاب رحمه الله في حي غيلان بحريملاء؛ حيث تمت صيانته وأعيد ترميمه بمادة طينية تشبه مادة البناء الأصلية. إلى أن قال: وتم تعيين حارس خاص لهذا البيت. إلخ وقد اطلعت اللجنة الدائمة للبحوث العلمية والإفتاء في المملكة العربية السعودية على المقال المذكور ورأت أن هذا العمل لا يجوز، وأنه وسيلة للغلو في الشيخ محمد رحمه الله وأشباهه من علماء الحق والتبرك بآثارهم والشرك بهم، ورأت أن الواجب هدمه وجعل مكانه توسعة للطريق سدًّا لذرائع الشرك والغلو، وحسمًا لوسائل ذلك وطلبت من الجهة المختصة القيام بذلك فورًا، ولإعلان الحقيقة والتحذير من هذا العمل المنكر جرى تحريره، وصلى الله وسلم على نبينا محمد وآله وصحبه.

الرئيس العام لإدارات البحوث العلمية والإفتاء والدعوة والإرشاد

ورئيس اللجنة الدائمة للبحوث العلمية والإفتاء

عبد العزيز بن عبد الله بن باز»
فصدر إثر ذلك أمر حكومي بهدم البيت، وأشرفت هيئة الأمر بالمعروف والنهي عن المنكر على الهدم ونقل الأنقاض خارج المدينة.

## هوامش
1. ↑  المُشَرَّفِيُّ: نِسبةً إلى جدِّه مُشَرَّف، وأسرته آل مُشَرَّف.[3]
2. ↑  الوُهَيْبِيُّ: نِسبةً إلى جدٍّ أعلى وهو وُهَيْب، جدُّ الوُهَبَة الذين هم بطنٌ كبير من بني حَنظَلة في بني تَمِيم.[3]
3. ↑  التَّمِيمِيُّ: نِسبةً إلى تَمِيم، وهو أبو القبيلة الشهيرة.[3]
4. ↑  الحَنبَلِيُّ: نِسبةً إلى تمذهُبه على مذهب الإمام أحمد بن حنبل.
5. ↑  النَّجدِيُّ: نِسبةً إلى نَجْد.
6. ↑  المجموعة: محَلَّة كبيرة قديمة مُندرسة كانت ذاتَ نشاط تجاري وسكاني ملاصقة لمحلَّة المشراق، اندرست المجموعة بعد أن اندرسَ نهر حسن الذي كان يجري فيها.[31]
7. ↑  حمار مَكاري: المَكاري، هي كلمة كانت تُطلَق قديمًا على من يمتلك حمارًا ويستخدمه في النقل مقابلَ أجر.[32]
8. ↑  يُجَصَّص القبر: يُبنى بالجِصِّ (وهو القَصَّة أو الجبس)؛ لما في ذلك من تعظيم وغلو.
9. ↑  مُطَوَّع: جمعها «مطاوعة»؛ في الكلام الدارج السعودي تعني هيئة الأمر بالمعروف والنهي عن المنكر أو معاونيهم سابقًا.

### إحالات المراجع
كُتب ومنشورات
بالعربية
1. ↑  البسام (1978)، ج. 1، ص. 34.
2. 1 2 3 4 5 6  الطنطاوي (1961)، ج. 2، ص. 12.
3. 1 2 3  البسام (1978)، ج. 1، ص. 25–26.
4. ↑  نويهض (1988)، ج. 2، ص. 571.
5. 1 2 3 4 5  ابن غنام (2010)، ص. 208.
6. ↑  السهسواني (1958)، ص. 6.
7. ↑  الشوكاني (2006)، ج. 7، ص. 429.
8. 1 2  آل الشيخ (2003)، ص. 254.
9. 1 2  البسام (1978)، ج. 1، ص. 30.
10. 1 2  ابن بشر (1982)، ج. 1، ص. 37-28.
11. 1 2  ابن بشر (1982)، ج. 1، ص. 40.
12. 1 2  آل سعود (2018)، ص. 26.
13. ↑  بشارة (2018)، ص. 43.
14. 1 2  ابن غنام (2010)، ص. 901.
15. ↑  ابن بشر (1982)، ج. 1، ص. 180.
16. 1 2  البسام (1978)، ج. 1، ص. 27.
17. ↑  البسام (1978)، ج. 1، ص. 26.
18. ↑  الجاسر (1991)، ص. 170 أو 9.
19. ↑  آل وهيب (1994)، ص. 423.
20. ↑  الحلواني (1995)، ص. 160.
21. ↑  البسام (1978)، ج. 1، ص. 45-46.
22. ↑  العلاونة (1998)، ج. 1، ص. 117.
23. ↑  ابن بشر (1982)، ج. 1، ص. 368.
24. 1 2  بن غريب (1984)، ص. 26.
25. 1 2  ابن بشر (1982)، ج. 1، ص. 35.
26. ↑  ابن قاسم (1996)، ج. 12، ص. 8-9.
27. 1 2  ابن بشر (1982)، ج. 1، ص. 36.
28. ↑  بدران (1981)، ص. 447.
29. ↑  آل الشيخ (2005)، ص. 65.
30. ↑  البسام (1998)، ج. 1، ص. 163.
31. ↑  أعيان (2019)، ج. 1، ص. 235.
32. ↑  الجرجاني (2003)، ص. 225.
33. 1 2  ابن بشر (1982)، ج. 1، ص. 37.
34. ↑  آل الشيخ (2005)، ص. 68.
35. 1 2  ابن قاسم (1996)، ج. 12، ص. 7.
36. ↑  الكتاني (1982)، ج. 1، ص. 365.
37. ↑  ابن قاسم (1996)، ج. 12، ص. 8.
38. ↑  الزركلي (2002)، ج. 6، ص. 257.
39. ↑  آل سعود (2018)، ص. 24.
40. ↑  مسلم (1916)، ج. 3، ص. 61.
41. ↑  ابن بشر (1982)، ج. 1، ص. 39.
42. ↑  ابن غنام (2010)، ص. 669.
43. 1 2  آل الشيخ (2005)، ص. 85.
44. ↑  الفقي (1935)، ص. 41-42.
45. ↑  البيطار (1993)، ص. 164.
46. ↑  ابن بشر (1982)، ج. 1، ص. 186.
47. ↑  ابن بشر (1982)، ج. 1، ص. 191.
48. 1 2 3  البسام (1978)، ج. 1، ص. 42.
49. ↑  ابن بشر (1982)، ج. 1، ص. 465.
50. 1 2 3 4 5 6 7  ابن بشر (1982)، ج. 1، ص. 192.
51. ↑  ابن بشر (1982)، ج. 1، ص. 47.
52. ↑  ابن غنام (2010)، ص. 671.
53. ↑  ابن بشر (1982)، ج. 1، ص. 42-43.
54. ↑  ابن بشر (1982)، ج. 1، ص. 45.
55. ↑  ابن بشر (1982)، ج. 1، ص. 181.
56. ↑  البسام (1978)، ج. 1، ص. 38-39.
57. ↑  البسام (1978)، ج. 1، ص. 36-37.
58. ↑  البسام (1978)، ج. 1، ص. 37.
59. ↑  خزعل (1968)، ص. 310.
60. ↑  الشوكاني (2006)، ص. 202/203.
61. ↑  ابن بشر (1982)، ج. 1، ص. 396-422.
62. ↑  الطنطاوي (1979)، ص. 33.
63. ↑  أرنولد (1970)، ص. 360.
64. ↑  الشريقي (1968)، ص. 30.
65. ↑  آل عبد اللطيف (1989)، ص. 160.
66. ↑  النعماني (1980)، ص. 104.
67. ↑  خان (1883)، ص. 30.
68. ↑  ابن عبد الوهاب (1978)، ص. 25.
69. ↑  ابن عبد الوهاب (1978)، ص. 272.
70. ↑  شوكاني (2006)، ج. 2، ص. 563.
71. ↑  ابن عابدين (2003)، ج. 6، ص. 413.
72. ↑  الصاوي (1926)، ج. 3، ص. 255.
73. 1 2  ابن قاسم (1996)، ج. 1، ص. 63.
74. ↑  العاملي (1952)، ص. 134.
75. ↑  السلامة (2009)، ص. 5.
76. ↑  الهلال (1933)، ص. 602.
77. ↑  ابن قاسم (1996)، ج. 1، ص. 57.
78. ↑  رستم (1924)، ص. 287-288.
79. ↑  حسين (1985)، ص. 44.
80. ↑  كشك (1984)، ص. 109.
81. ↑  أرسلان (1971)، ج. 1، ص. 264.
82. ↑  جولدتسيهر (1964)، ص. 269.
83. ↑  بركهارت (1991)، ص. 13.
84. ↑  البيطار (1961)، ص. 200.
85. ↑  الأصالة (1992)، ص. 36.
86. ↑  المنار (1926)، ج. 27، ص. 180.
87. ↑  رضا (1928)، ج. 3، ص. 158.
88. ↑  رضا (1928)، ج. 2/ 3، ص. 175.
89. ↑  ابن رضوان (2005)، ص. 29.
90. ↑  دحلان (2011)، ص. 52.
91. ↑  آل عبد اللطيف (1989)، ص. 44.
92. ↑  ابن غنام (2010)، ص. 344-347.
93. ↑  دحلان (2012)، ص. 3.
94. ↑  الكشميري (2005)، ج. 1، ص. 252.
95. ↑  ابن سحمان (1956)، ص. 12.
96. ↑  العاملي (1952)، ص. 119.
97. ↑  السمنودي (2009)، ص. 58.
98. ↑  الزهاوي (2014)، ص. 15.
99. ↑  ابن قاسم (1996)، ج. 16، ص. 340.
100. ↑  التكلة (2008)، ص. 226.
101. ↑  ابن باز (1999)، ج. 7، ص. 425.

بالإنجليزية
1. ↑  Moussalli (2009), p. 3.
2. ↑  Natana (2004), p. 22.
3. ↑  Natana (2004), p. 84.

بالفرنسية
1. ↑  Corancez (1810), p. 120.

وب
بالعربية
1. ↑  راغب السرجاني (19 أكتوبر 2011). "الإمام محمد بن عبد الوهاب". قصة الإسلام. مؤرشف من الأصل في 2021-05-06. اطلع عليه بتاريخ 2024-04-26.
2. ↑  "الوهابيون سلفيون سنيون - فتوى رقم. 41710". 2003-12-22. مؤرشف من الأصل في 2024-01-25. اطلع عليه بتاريخ 2024-01-25الموقع=إسلام ويب. {{استشهاد ويب}}: تحقق من التاريخ في: |تاريخ الوصول= (مساعدة)
3. ↑  عبد المحسن آل الشيخ (10 أغسطس 2014). "بنات الشيخ الإمام محمَّد بن عبد الوهاب - رحمه الله -". مؤسسة الجزيرة للصحافة والطباعة والنشر. مؤرشف من الأصل في 2023-03-31. اطلع عليه بتاريخ 2024-01-21.
4. ↑  "التاريخ والإرث". رؤية السعودية 2030. 26 يونيو 2021. مؤرشف من الأصل في 2021-06-26. اطلع عليه بتاريخ 2024-05-12.
5. ↑  زمزم حسن (29 يوليو 2021). "دخول الحجاز في طاعة إمام الدرعية". القاهرية. مؤرشف من الأصل في 2022-04-08. اطلع عليه بتاريخ 2024-05-12.
6. ↑  عبد الله محمد الحبشي (1972). "تاریخ الدعوة الوهابیة من مخطوط یمینی". العرب. ج. 73 ع. 7: 28/29. مؤرشف من الأصل في 2024-05-14. اطلع عليه بتاريخ 2024-05-13.
7. ↑  "هل السعودية مسؤولة عن ظهور تنظيم "الدولة الإسلامية" ؟". بي بي سي عربي. 19 ديسمبر 2015. مؤرشف من الأصل في 2023-03-14. اطلع عليه بتاريخ 2024-05-13.
8. ↑  جيل صادق (10 فبراير 2022). "التحذير من فرقة ضالة تسمى الوهابية أدعياء السلفية". الموقع الرسمي للشيخ جيل صادق. مؤرشف من الأصل في 2024-04-29. اطلع عليه بتاريخ 2024-04-28.
9. ↑  كمال الحيدري (22 أكتوبر 2011). "التجسيم عند ابن تيمية وأتباعه". الموقع الرسمي لسماحة المرجع الديني السيد كمال الحيدري. مؤرشف من الأصل في 2020-02-21. اطلع عليه بتاريخ 2024-05-04.
10. ↑  محمد جواد مغنية (19 فبراير 2011). "محمد عبد الوهاب". مركز الإشعاع الإسلامي. مؤرشف من الأصل في 2023-02-01. اطلع عليه بتاريخ 2024-05-04.
11. ↑  "صورة الإمام محمد بن عبد الوهاب الفوتوغرافية بين الكذب والحقيقة؟!". موقع الإمام المجدد محمد بن عبد الوهاب. 8 أغسطس 2023. مؤرشف من الأصل في 2024-03-16. اطلع عليه بتاريخ 2024-05-12.
12. 1 2  صالح الفهيد (30 أبريل 2018). "منزل محمد بن عبد الوهاب في «مهد دعوته».. محته «رياح الهدم»!". مجلة عكاظ. حريملاء. مؤرشف من الأصل في 2024-02-13. اطلع عليه بتاريخ 2024-03-15.

بالإنجليزية
1. ↑  "The First Photograph". Harry Ransom Center (بالإنجليزية). Archived from the original on 2013-01-30. Retrieved 2024-03-03.

### بيانات المراجع
كُتُب عربيَّة (مرتبة حسب تاريخ النشر)
- محمد صديق خان (1883)، ترجمان الوهابية، مطبعة مفيد عام بآكره، QID:Q125432182
- مسلم بن الحجاج (1916)، صحيح مسلم (ط. 1)، إسطنبول: دار الطباعة العثمانية، OCLC:862990803، QID:Q123415095
- أسد رستم (1924). "محمد بن عبد الوهاب في الجرائد والمجلات العربية". الحرية: مجلة علمية أدبية شهرية. بغداد. ج. 6–7: 287–289. QID:Q117215753.
- أحمد الصاوي المالكي (1926)، حاشية الصاوي على تفسير الجلالين (ط. 1)، القاهرة: المطبعة الأزهرية، OCLC:4771000963، QID:Q124981394
- عبد الحليم حلمي أفندي مراد، محمد رشيد رضا (المحرر)، المنار: مجلة شهرية تبحث في فلسفة الدين وشؤون الاجتماع العمران، القاهرة، OCLC:1588981، QID:Q4702794
- مجموعة من المؤلفين (1928)، مجموعة الرسائل والمسائل النجدية، تحقيق: محمد رشيد رضا (ط. 1)، مصر: مطبعة المنار، OCLC:963044727، QID:Q125778211
- مجموعة من المؤلفين (1 مارس 1933). جرجي زيدان (المحرر). "الهلال مارس 1933". الهلال ع. 5. QID:Q125206707.
- محمد حامد الفقي (1935)، أثر الدعوة الوهابية في الإصلاح الديني والعمراني في جزيرة العرب وغيرها (ط. 1)، القاهرة: مطبعة النهضة، OCLC:236013564، QID:Q124728565
- محسن الأمين العاملي (1952)، تجديد كشف الارتياب في أتباع محمد بن عبد الوهاب، تحقيق: حسن الأمين، قم، OCLC:1014101240، QID:Q124981642{{استشهاد}}:  صيانة الاستشهاد: مكان بدون ناشر (link)
- سليمان بن سحمان (1956)، الأسنة الحداد في الرد على علوي الحداد (ط. 2)، OCLC:4770955260، QID:Q125774635
- محمد بشير السهسواني (1958)، صيانة الإنسان عن وسوسة الشيخ دحلان (ط. 3)، القاهرة: المطبعة السلفية، OCLC:4771415759، QID:Q123584080
- علي الطنطاوي (1961)، محمد بن عبد الوهاب (ط. 1)، دمشق: دار الفكر، OCLC:4771134686، QID:Q124806094
- محمد بهجة البيطار (1961)، حياة شيخ الإسلام ابن تيمية: محاضرات ومقالات ودراسات (ط. 1)، دمشق: المكتب الإسلامي، OCLC:29798529، QID:Q125210184
- إجناتس جولد تسيهر (1964)، العقيدة والشريعة في الإسلام‏ تاريخ التطور العقدي والتشريعي في الدين الإسلامي، ترجمة: علي حسن عبد القادر؛ محمد يوسف موسى؛ عبد العزيز عبد الحق (ط. 2)، القاهرة، بغداد: دار الكتب الحديثة، مكتبة المثنى، OCLC:23132333، QID:Q125777190
- حسين خزعل (1968)، حياة الشيخ محمد بن عبد الوهاب (ط. 1)، بيروت: مطابع دار الكتب، OCLC:1107110749، QID:Q125908828
- إبراهيم الشريقي (أكتوبر 1968)، أضواء على الخليج العربي ومسقط وعمان (ط. 1)، جدة: شركة المدينة للطباعة والنشر، OCLC:4771354986، QID:Q125919291
- توماس أرنولد (1970)، الدعوة إلى الإسلام: بحثٌ في تاريخ نشر العقيدة الإسلاميَّة، ترجمة: حسن إبراهيم حسن؛ عبد المجيد عابدين؛ إسماعيل النحراوي (ط. 2)، القاهرة: مطبعة النهضة المصرية، OCLC:1044618092، QID:Q125920029
- لوثروب ستودارد (1971)، حاضر العالم الإسلامي، ترجمة: عجاج نويهض، تحقيق: شكيب أرسلان (ط. 3)، بيروت: دار الفكر للطباعة والنشر والتوزيع، OCLC:4770577004، QID:Q125025505
- عبد الله البسام (1978)، علماء نجد خلال ستة قرون (ط. 1)، بيروت: مؤسسة الخدمات الطباعية، OCLC:1103856412، QID:Q124329331
- محمد بن عبد الوهاب (1978)، الرسائل الشخصية، تحقيق: صالح الفوزان، محمد بن صالح العيلقي، الرياض: جامعة الإمام محمد بن سعود الإسلامية، QID:Q125429273
- علي الطنطاوي (1979)، أحمد بن عرفان الشهيد (ط. 2)، دمشق: دار الفكر، OCLC:4770356086، QID:Q125919778
- محمد منظور النعماني (1980)، دعايات مكثفة ضد الشيخ محمد بن عبد الوهاب، لكنو: مكتبة الفرقان، OCLC:4771144618، QID:Q125433185
- ابن بدران (1981)، المدخل إلى مذهب الإمام أحمد بن حنبل، تحقيق: عبد الله بن عبد المحسن التركي (ط. 2)، مؤسسة الرسالة، OCLC:956881339، QID:Q124424628
- عثمان بن بشر (1982)، عنوان المجد في تاريخ نجد، تحقيق: عبد الرحمن بن عبد اللطيف آل الشيخ (ط. 4)، الرياض: دارة الملك عبد العزيز، OCLC:4770155912، QID:Q124368755
- عبد الحي الكتاني (1982)، فهرس الفهارس والأثبات ومعجم المعاجم والمشيخات والمسلسلات، تحقيق: إحسان عباس (ط. 2)، بيروت: دار الغرب الإسلامي، OCLC:929658909، QID:Q124424728
- محمد بن علي بن غريب (1984)، التوضيح عن توحيد الخلاق في جواب أهل العراق وتذكرة أولي الألباب في طريقة الشيخ محمد بن عبد الوهاب (ط. 1)، الرياض: دار طيبة، OCLC:827273923، QID:Q124423968
- محمد جلال كشك (1984)، السعوديون والحل الإسلامي مصدر الشرعية للنظام السعودي (ط. 4)، القاهرة: المطبعة الفنية، OCLC:949591273، QID:Q125209968
- طه حسين (1985)، ألوان، القاهرة: دار المعارف، OCLC:1103820876، QID:Q125428783
- عادل نويهض (1988)، مُعجم المُفسِّرين: من صدر الإسلام وحتَّى العصر الحاضر (ط. 3)، بيروت: مؤسسة نويهض الثقافية للتأليف والترجمة والنشر، OCLC:235971276، QID:Q122197128
- عبد العزيز بن محمد آل عبد اللطيف (1989)، دعاوى المناوئين لدعوة الشيخ محمد بن عبد الوهاب، الرياض: دار طيبة، OCLC:4770228566، QID:Q125428086
- حمد الجاسر (1991)، المرأة في حياة إمام الدعوة الشيخ محمد بن عبد الوهاب (ط. 2)، الرياض: عمادة البحث العلمي بجامعة الإمام محمد بن سعود الإسلامية، OCLC:4771173546، QID:Q124356646
- يوهان لودفيك بركهارت (1991)، مواد لتاريخ الوهابية، ترجمة: عبد الله الصالح العثيمين (ط. 2)، السعودية: جامعة الملك سعود، OCLC:957034037، QID:Q125886889
- مجموعة من المؤلفين (11 أكتوبر 1992). محمد موسى آل نصر (المحرر). "العدد الأول - مجلة الأصالة". مجلة الأصالة ع. 1. QID:Q125887522.
- عبد الرزاق البيطار (1993)، حلية البشر في تاريخ القرن الثالث عشر (ط. 2)، بيروت: دار صادر، OCLC:4769941920، QID:Q122312879
- حمد الناصر آل وهيب (1994). معجم أسر بني تميم في الحديث والقديم (ط. 1). الرياض: مكتبة الحرمين. ISBN:978-9960-27-104-0. LCCN:95966013. OCLC:1158706522. OL:13209976M. QID:Q124822767.
- سعد بدير الحلواني (1995)، العلاقات بين مصر والحجاز ونجد في القرن 19 (ط. 2)، القاهرة: دار الكتب والوثائق القومية، OCLC:4770795547، QID:Q124823533
- مجموعة من المؤلفين (1996)، الدُّرَر السَّنِيَّة في الأجوبة النَّجدِيَّة، تحقيق: عبد الرحمن بن قاسم (ط. 6)، الرياض: دار القاسم، OCLC:4770835656، QID:Q124364206
- أحمد العلاونة (1998)، ذيل الأعلام (ط. 1)، جدة: دار المنارة، OCLC:39194562، QID:Q115452583
- عبد الله البسام (1998)، علماء نجد خلال ثمانية قرون (ط. 2)، الرياض: دار العاصمة، OCLC:4770437208، QID:Q120692979
- عبد العزيز بن باز (1999). مجموع فتاوى ومقالات متنوعة. تحقيق: محمد بن سعد الشويعر (ط. 1). الرياض: دار القاسم، الرئاسة العامة للبحوث العلمية والإفتاء. ISBN:978-9960-11-016-5. OCLC:918871519. OL:53210799M. QID:Q124873266.
- خير الدين الزركلي (2002)، الأعلام: قاموس تراجم لأشهر الرجال والنساء من العرب والمستعربين والمستشرقين (ط. 15)، بيروت: دار العلم للملايين، OCLC:1127653771، QID:Q113504685
- عبد اللطيف بن عبد الرحمن بن حسن آل الشيخ (2003). مصباح الظلام في الرد على من كذب الشيخ الإمام ونسبه إلى تكفير أهل الإيمان والإسلام. تحقيق: عبد العزيز بن عبد الله بن إبراهيم الزير آل حمد (ط. 1). الرياض: وزارة الشؤون الإسلامية والأوقاف والدعوة والإرشاد السعودية. ISBN:9960-43-977-1. LCCN:2004636826. OCLC:957281574. OL:23602808M. QID:Q123584311.
- ابن عابدين (2003)، رد المحتار على الدر المختار شرح تنوير الأبصار، تحقيق: علي محمد عوض، عادل أحمد عبد الموجود (ط. 1)، الرياض: دار عالم الكتب، QID:Q124980658{{استشهاد}}:  صيانة الاستشهاد: ref duplicates default (link)
- الشريف الجرجاني (2003). التعريفات (ط. 2). بيروت: دار الكتب العلمية. ISBN:2-7451-3136-2. OCLC:784566174. QID:Q124423369.
- عبد الرحمن بن حسن آل الشيخ (2005). المقامات. تحقيق: عبد الله بن محمد المطوع (ط. 1). الرياض: دارة الملك عبد العزيز. ISBN:978-9960-880-82-2. OCLC:745361854. OL:23722423M. QID:Q124371319.
- الملا عمران بن رضوان (2005). قصيدة أنا المقر بأنني وهابي. تحقيق: عبد السلام الشويعر (ط. 1). الرياض: مكتبة الملك فهد الوطنية. ISBN:978-9960-46-460-2. OCLC:956947038. OL:24031485M. QID:Q124606418.
- أنور شاه الكشميري (2005). فيض الباري على صحيح البخاري. تحقيق: بدر عالم الميرتهي (ط. 1). بيروت: دار الكتب العلمية. ISBN:978-2-7451-3896-5. OCLC:880585826. QID:Q125885551.
- محمد بن علي الشوكاني (نوفمبر 2006)، نيل الأوطار من أسرار منتقى الأخبار، تحقيق: محمد صبحي حلاق (ط. 1)، الدمام: دار ابن الجوزي، OCLC:4769991186، QID:Q124326482
- محمد بن علي الشوكاني (2006)، البدر الطالع بمحاسن من بعد القرن السابع، تحقيق: محمد صبحي حلاق (ط. 1)، دمشق: دار ابن كثير، OCLC:1408753758، QID:Q19452683
- محمد زياد بن عمر التكلة؛ عبد الله بن عبد العزيز العقيل (2008)، فتح الجليل في ترجمة وثبت شيخ الحنابلة عبد الله بن عبد العزيز العقيل، تحقيق: محمد زياد بن عمر التكلة (ط. 2)، بيروت: دار البشائر الإسلامية، OCLC:236038922، QID:Q124837530
- ياسر بن إبراهيم السلامة (2009). الوهابية تحت المجهر (ط. 2). الرياض: وزارة الشؤون الإسلامية والأوقاف والدعوة والإرشاد السعودية. ISBN:978-9960-29-661-6. OCLC:4770688225. QID:Q124606275.
- إبراهيم بن عثمان السمنودي (2009). سعادة الدارين في الرد على الفرقتين الوهابية ومقلدة الظاهرية. تحقيق: أحمد عبد الرحيم السايح، توفيق علي وهبة (ط. 1). القاهرة: دار الخلود للنشر والتوزيع. ISBN:977-6177-56-5. QID:Q125772866.
- حسين بن غنام (2010)، روضة الأفكار والأفهام لمرتاد حال الإمام وتعداد غزوات ذوي الإسلام، تحقيق: سليمان الخراشي، الرياض: دار الثلوثية، OCLC:1292008362، QID:Q124326589
- أحمد زيني دحلان (2011)، خلاصة الكلام في بيان أمراء البلد الحرام، إسطنبول: مكتبة الحقيقة، QID:Q125428182
- أحمد زيني دحلان (2012)، فتنة الوهابية، إسطنبول: مكتبة الحقيقة، OCLC:1135992126، QID:Q125427656
- جميل صدقي الزهاوي (2014)، الفجر الصادق في الرد على منكري التوسل والكرامات والخوارق، تركيا: مكتبة الحقيقة، QID:Q125774946
- فيصل بن مشعل بن سعود آل سعود (2018). موجز تأريخ الدولة السعودية 1157هـ-1744م/ 1438هـ-2017م (ط. 1). المجمعة: جامعة المجمعة. ISBN:978-603-02-5584-9. QID:Q124729088.
- عزمي بشارة (2018). في الإجابة عن سؤال: ما السلفية؟ (ط. 1). المركز العربي للأبحاث ودراسة السياسات. ISBN:978-614-445-212-7. OCLC:1117626598. OL:44238384M. QID:Q124809331.
- أحمد باش أعيان (1 يناير 2019). موسوعة تاريخ البصرة (ط. 1). لندن: دار الحكمة. ISBN:978-1-78481-151-8. OCLC:1090210094. OL:44415380M. QID:Q124369296.

كُتب ومنشورات إنجليزية
- Natana J. DeLong-Bas (2004). Wahhabi Islam: From Revival and Reform to Global Jihad (بالإنجليزية). Oxford University Press. ISBN:978-0-19-971561-9. LCCN:2003016382. OCLC:76966666. OL:35938620M. QID:Q18394325.
- Ahmad Moussalli (30 Jan 2009), Wahhabism, Salafism and Islamism:Who Is The Enemy? (بالإنجليزية), QID:Q124355724

كُتب ومنشورات فرنسية
- Louis Alexandre de Corancez (1810), Histoire des wahabis: depuis leur origine jusqu'a la fin de 1809 (بالفرنسية), Paris: Imprimerie de Crapelet, ASIN:B00HG67Y00, OCLC:1158853541, QID:Q125908666